# Ligne de Saint-Gervais-les-Bains-Le Fayet à Vallorcine (frontière)
La ligne de Saint-Gervais-les-Bains-Le Fayet à Vallorcine (frontière) est une ligne de chemin de fer française à une voie banalisée et à écartement métrique électrifiée de 36,9 km. Elle relie la gare de Saint-Gervais-les-Bains-Le Fayet à la frontière suisse près de Vallorcine (via Chamonix-Mont-Blanc). Avec la partie suisse de la même ligne   qui va jusqu'à Martigny, elle est appelée Mont-Blanc Express.
Elle présente des caractéristiques remarquables : écartement métrique, traction en adhérence simple malgré des pentes allant jusqu'à 90 ‰, électrification en courant continu par rail conducteur latéral avec production du courant à proximité immédiate.
Ouverte au début du XXe siècle par la Compagnie des chemins de fer de Paris à Lyon et à la Méditerranée (PLM), cette ligne appartient aujourd'hui à SNCF Réseau et est exploitée par SNCF Mobilités dans le cadre du TER Auvergne-Rhône-Alpes. À la frontière suisse (localité du Châtelard), elle se poursuit par le chemin de fer Martigny-Châtelard qui présente des caractéristiques techniques proches. Elle présente aussi beaucoup de similitudes techniques avec la ligne de Cerdagne (« Train Jaune »), construite à la même époque par le Midi.
Elle constitue la ligne no 896 000 du réseau ferré national.

## Historique

### Projet
La loi du 17 juillet 1879 (plan Freycinet) portant classement de 181 lignes de chemin de fer dans le réseau des chemins de fer d’intérêt général retient en no 125 une ligne de « La Roche à Saint-Gervais et à Chamonix (Haute-Savoie). À la même époque, le chemin de fer pénètre à peine dans la vallée de l'Arve : la Compagnie des chemins de fer de Paris à Lyon et à la Méditerranée (PLM) est en train de construire la ligne d'Annemasse à Annecy par La Roche-sur-Foron ».
En 1883, une première section de la ligne prévue au plan Freycinet est concédée au PLM : La Roche-sur-Foron - Cluses, soit 25 km. Sa mise en service interviendra en 1890. Pendant ce temps, les études pour le prolongement vers Chamonix continuent et aboutissent à une concession à titre éventuel, toujours au PLM, le 2 août 1886. La voie, à écartement normal, doit desservir Saint-Gervais-les-Bains, puis franchir la montagne du Prarion en tunnel, avant d'atteindre les Houches et Chamonix. Une option est prévue pour un embranchement vers le val d'Aoste via un tunnel sous le mont Blanc. Cependant, le projet semble peu réaliste en ce qui concerne la haute-vallée de l'Arve (ouvrages d'arts coûteux, terrains instables), si bien que la concession définitive, accordée en 1890, ne porte que sur la section Cluses - Le Fayet, un hameau situé sur la commune de Saint-Gervais, dans la plaine. On suggère au PLM d'étudier un chemin de fer à voie étroite au-delà. Le tronçon concédé ouvre en 1898.
Avec l'abandon de l'idée d'un tunnel sous le mont Blanc, la voie étroite s'impose car elle permet de réaliser des économies substantielles sur le coût de construction. À l'automne 1890, on prévoit une voie métrique, avec des sections à crémaillère et un passage à ciel ouvert au col des Montets.
Le projet subit deux oppositions importantes. D'abord, la commune de Saint-Gervais se trouve spoliée : alors qu'elle devait être desservie d'après le projet initial, le chemin de fer passerait finalement largement à l'écart du village, au hameau du Fayet. Elle refuse donc de céder les terrains nécessaires à l'établissement de la ligne et intente un recours. Le PLM doit recourir à des expropriations ; le recours n'aboutit pas. Ensuite, le ministère de la Guerre voit d'un mauvais œil la voie métrique et à crémaillère, qui impose une rupture de charge au Fayet. Le PLM feint d'accepter une voie normale, mais à crémaillère, puis réussit in fine à revenir au projet de voie métrique.
Dès 1890, le PLM est contacté par les Suisses, qui désirent ouvrir un tronçon ferré entre Martigny et le Châtelard, à la frontière française. Le PLM présente donc dans les avant-projets de la ligne un prolongement probable vers la Suisse, en passant par le col des Montets et Vallorcine. L’État se montre favorable au projet d'un prolongement.
Le projet de la première section se précise en 1892. Outre la voie métrique, la compagnie obtient la possibilité d'installer une crémaillère et de n'exploiter la ligne que pendant les quatre mois de la belle saison. Le mode de traction est laissé au libre choix du PLM, dont éventuellement l'électricité. En revanche, l'État impose des contraintes techniques importantes destinées à réduire les coûts : gabarit restreint, courbes de 80 m de rayon, rampes de 120 mm/m en crémaillère et 20 mm/m en adhérence. La convention définitive est signée le 3 juillet 1893. Cependant le projet définitif de tracé, finalisé en 1894, présente des courbes limitées à 150 m de rayon. Sur presque 20 km de long, 12 km sont en alignement droit. La crémaillère doit être posée sur 4,425 km, mais les rampes prévues sur la section à crémaillère sont limitées à 90 mm/m. En effet, même si cela ne figure pas dans le projet, les ingénieurs du PLM ont dans l'idée d'utiliser la traction électrique, sans même recourir à la crémaillère. La convention est officialisée par une loi déclarant la ligne d'utilité publique le 9 août 1894.
Le trajet prévu par la convention suit la rive gauche de l'Arve. Cependant, une violente crue du torrent de la Griaz survient aux Houches en 1895. De telles crues menacent gravement le tracé prévu pour la ligne, si bien qu'un nouveau tracé par la rive droite de l'Arve sur 6,1 km est étudié en 1896. Un grand viaduc s'avère nécessaire un peu en aval des Houches. Le PLM envisage un ouvrage en pierres, avec une travée centrale métallique. Cependant, le ministère de la Guerre impose un ouvrage tout en maçonnerie, moins susceptible d'être détruit par l'ennemi. Après un « projet modificatif » en 1896, les plans définitifs sont validés en 1899.
La traction électrique est évoquée officiellement pour la première fois en 1897. Malgré un surcoût de 1,5 million de francs, les pouvoirs publics (y compris le ministère de la Guerre) acceptent cette solution innovante, et octroient une subvention spécifique de 955 000 francs. L'électricité doit être produite par deux usines hydroélectriques installées à Servoz et aux Chavants. Les ingénieurs choisissent de faire circuler des trains dont tous les éléments seront moteurs. Grâce à cette importante puissance disponible, bien plus importante qu'en traction vapeur, il devient possible de se passer de la crémaillère même dans les pentes de 90 mm/m.
Quant au prolongement vers la Suisse, le projet de tracé est précisé en 1896. Dans ce premier projet, il n'est pas prévu de raccordement direct, mais par rebroussement, avec le chemin de fer Martigny-Châtelard : cette discontinuité rassure le ministère de la Guerre. Lorsque la traction électrique s'impose en 1897-1898, l'État essaie de forcer le PLM à dévier leur tracé pour un itinéraire plus doux, plus commode pour le transport militaire, mais qui ne dessert ni les Praz, ni Argentière. Les PLM refusent, car laisser des villages à l'écart compromettrait l'avenir touristique de la ligne M. Geoffroy, le sous-directeur du PLM, fait organiser une tournée sur le terrain avec M. Schoendoerffer, l'ingénieur en chef des Ponts et Chaussées à Annecy, qu'il convainc à sa cause. Le ministre approuve le projet selon les plans du PLM le 1er septembre 1898. Les projets de détails de la seconde section, Chamonix-Argentière, sont adoptés en 1902.
L'étude de la troisième section, d'Argentière à la frontière suisse, continue en parallèle. À partir de 1901, l'idée de franchir le col des Montets en tunnel fait son chemin, afin de protéger la ligne de la neige et des avalanches. Les militaires proposent un tunnel de 3,5 km, qui est jugé irréaliste. Le PLM propose plusieurs variantes pour le franchissement : à partir de Montroc (galerie de 1 600 m), à partir de Trélechamp où serait établie une station (galerie de 1 425 m), et même un projet où l'on se contenterait d'une galerie couverte sur 1 320 m, avec un tunnel de seulement 55 m. Finalement, le ministre des Travaux publics accepte en 1903 le franchissement du col à sa base, à partir de Montroc. Le projet définitif est approuvé en 1905. Cependant, dans la nuit du 29 au 30 avril 1905, un important séisme (5,7 sur l’échelle de Richter) endommage la zone où devait être construite la ligne en haut d'Argentière. Le tracé est modifié, on le rapproche du village de sorte qu'il évite la zone à risque.

### Construction

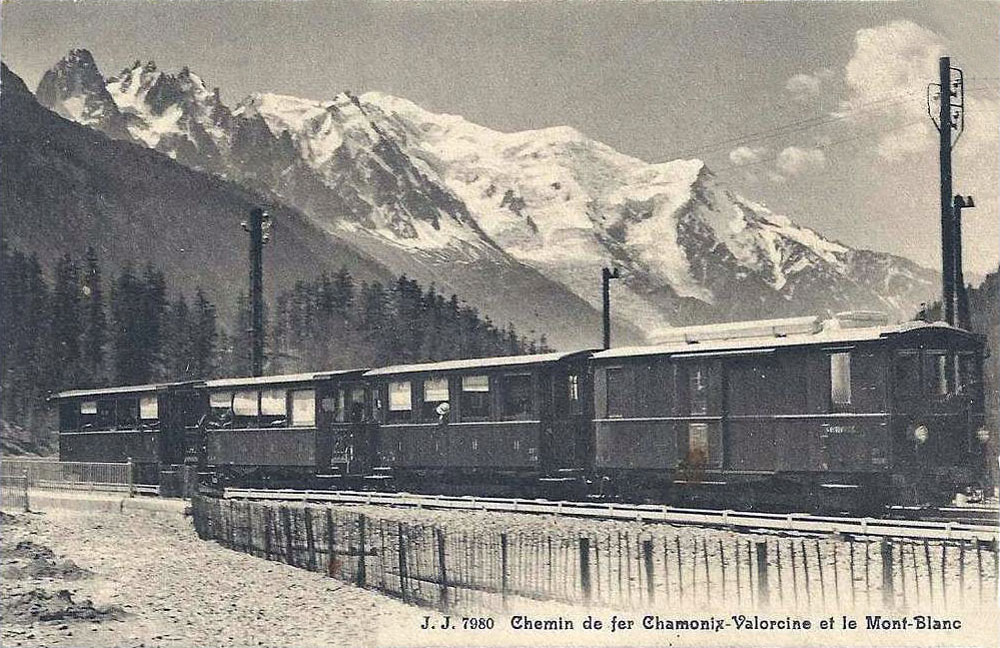
Un train de la ligne devant le mont Blanc, les premières années d'exploitation.

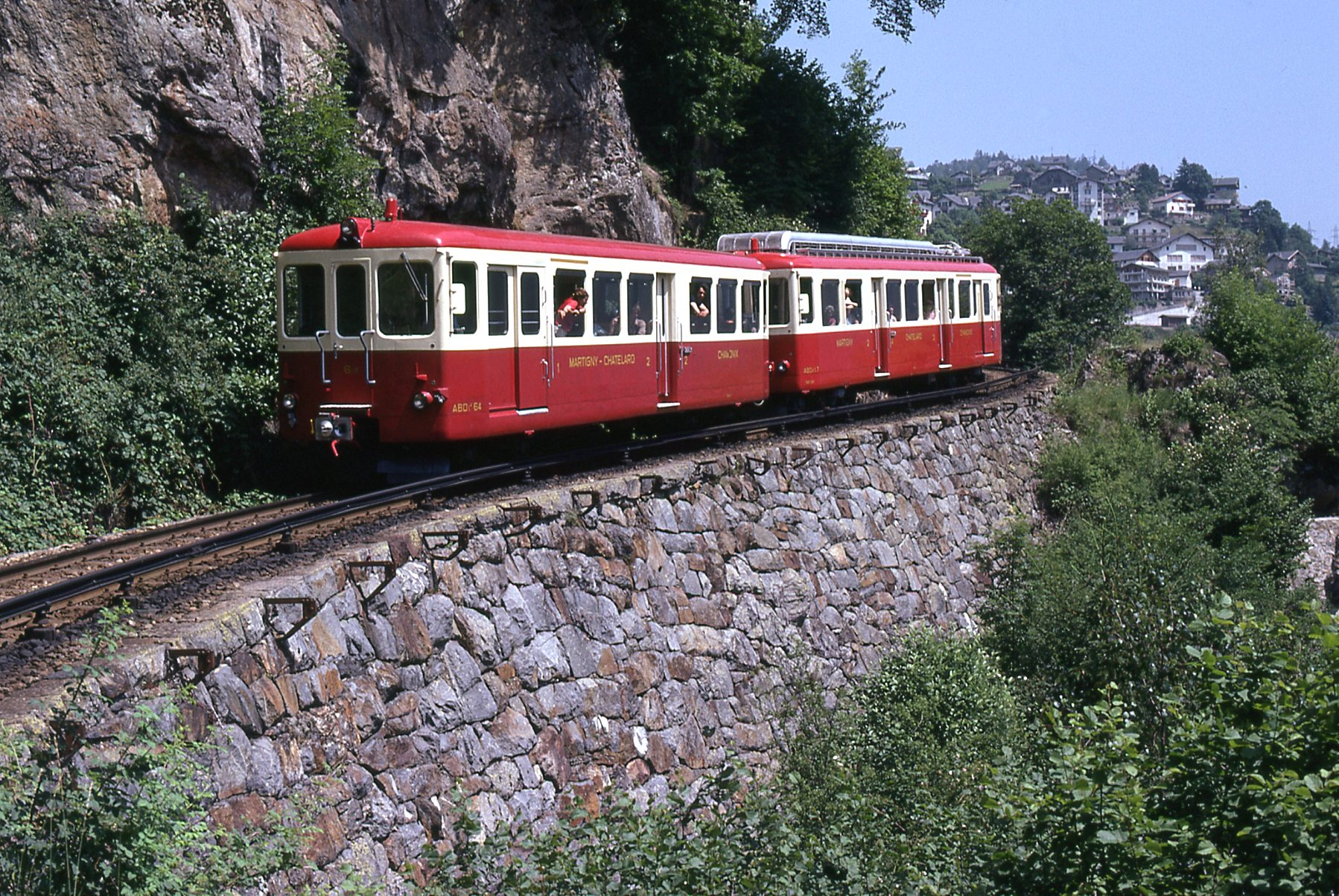
Paysage de la ligne Martigny-Châtelard.

L'adjudication des travaux de la première section a lieu à partir d'octobre 1898. La construction des usines électriques de Servoz et des Chavants est prioritaire, de manière à pouvoir faire circuler des trains au fur et à mesure de l'avancée des travaux. Les travaux de génie civil commencent en juin 1899. Les matériaux de la superstructure sont reçus en 1900. La plate-forme est ballastée dès son achèvement. Jusqu'à Chedde, une locomotive à vapeur pousse le train de travaux chargé de l'approvisionnement du chantier. Lorsque le chantier dépasse Chedde et attaque de fortes pentes, les usines électriques sont déjà entrées en fonctionnement, de sorte qu'un train électrique est mis en service.
Les premiers essais à pleine vitesse ont lieu en janvier 1901. Des essais de traction et de freinage ont lieu au printemps dans les rampes de 90 mm/m : ils donnent pleine satisfaction. Après une construction à marche forcée, pour un coût total de 10 millions de francs or, au lieu des 4,5 prévus, la section Le Fayet - Chamonix est inaugurée le 12 juillet 1901. Elle ouvre au public le 25 juillet ; un grand succès commercial s'ensuit. Les épreuves de solidité de certains ouvrages d'art n'ont pas pu être réalisées à temps ; elles le sont en 1902. La longueur de la ligne est également mesurée avec précision : 19 028,700 mètres.
Les travaux de la seconde section, Chamonix - Argentière, commencent en 1904, avec pour objectif de terminer le chantier pour l'été 1905. En effet, seul le franchissement du verrou glaciaire des Tines présente de réelles difficultés. Au lieu de construire de nouvelles centrales électriques, le PLM agrandit l'usine des Chavants en 1905, et installe une ligne à haute tension (12 000 V courant alternatif) pour alimenter une sous-station située aux Îles entre La Joux et Argentière. La section entre Chamonix et Argentière ouvre au public le 25 juillet 1906. En Suisse, le chemin de fer Martigny-Châtelard ouvre le 18 août ; à cette date la ligne française aurait dû être achevée jusqu'à la frontière.
En effet, les travaux de la troisième section, Argentière - Le Châtelard, ont commencé en 1905, mais le principal ouvrage d'art, le tunnel des Montets, pose des problèmes quasiment insurmontables. De nombreuses sources et infiltrations rendent en effet les conditions de travail extrêmement difficiles. Le chantier avance un peu, aidé par le gel de l'hiver 1905-1906, mais au printemps le tunnel est inondé de plus belle : 250 litres par seconde endommagent la maçonnerie, provoquent des éboulements. C'est dans ce contexte qu'un accident tragique, l'explosion accidentelle d'une mine, coûte la vie d'un ouvrier et en blesse grièvement un autre. Cinq autres ouvriers périssent par la suite dans le col des Montets, et un dans le tunnel de Belle-Combe, près de la frontière. On emploie alors des moyens radicaux : la galerie entamée côté Vallorcine est abandonnée, et le tracé est modifié pour éviter la zone la plus difficile. De plus, presque 8 000 tonnes de ciment sont injectées pour assurer l'étanchéité. Finalement, le tunnel est percé le 31 octobre 1907. Le coût total du tunnel s'élève à 4,5 millions de francs,.
La section Argentière - Le Châtelard est enfin ouverte le 1er juillet 1908. L'exploitation en est assurée par la compagnie du Martigny-Châtelard, qui reverse un tiers de la recette au PLM, au titre de droit de péage. Le trafic s'élève en 1908 à 161 816 voyageurs et environ 20 000 tonnes de marchandises. Afin de compenser les coûts d'exploitation importants d'une ligne en montagne, le kilométrage parcouru est doublé pour la facturation.
L'exploitation du tronçon transfrontalier de la ligne est réglée par une convention internationale entre la France et la Suisse signée le 16 décembre 1908.

### Exploitation en matériel PLM

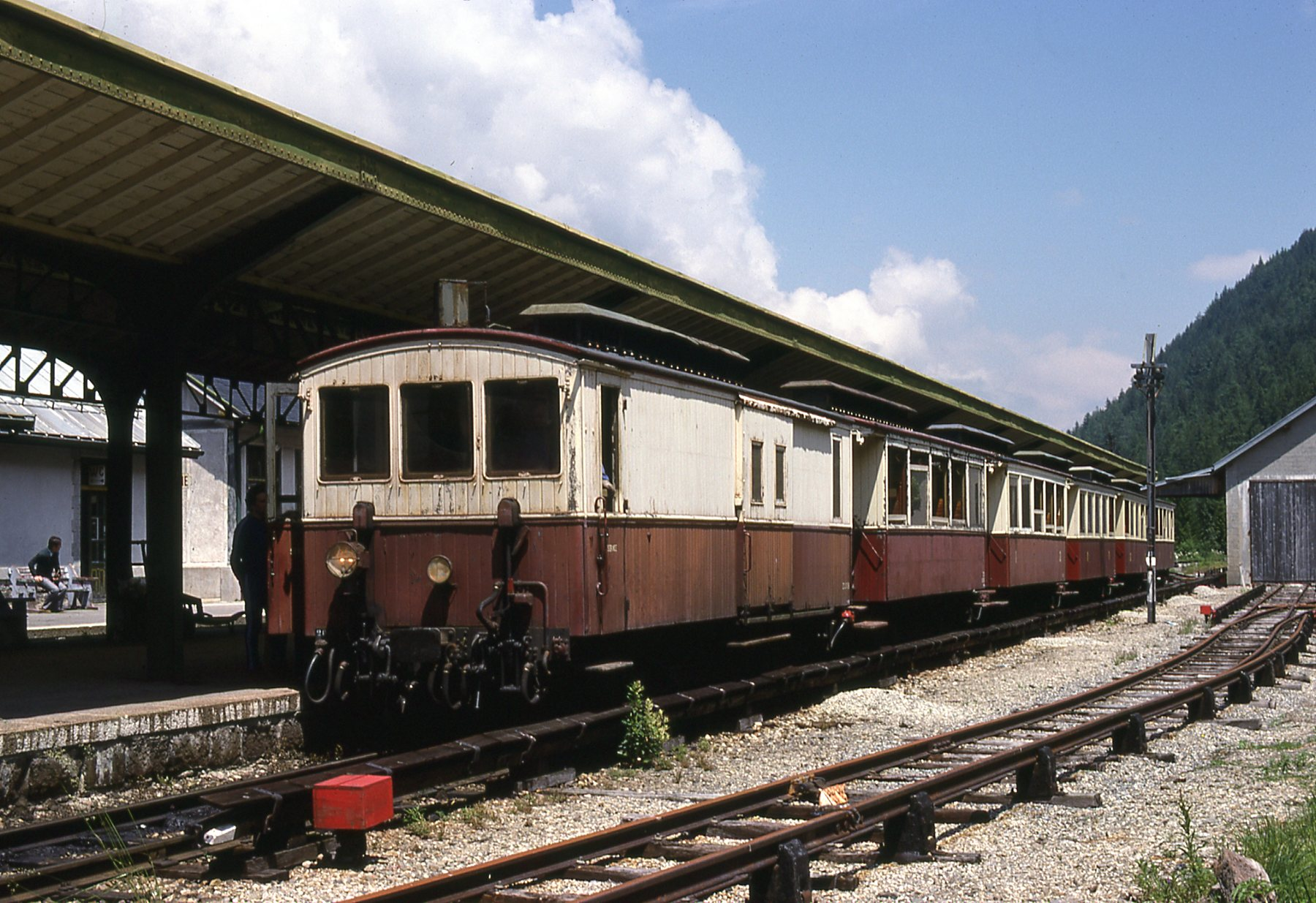
Matériel PLM à Vallorcine.

Au départ, la ligne ne devait pas être exploitée en hiver. Cependant, devant l'affluence des touristes, un service à l'année est assuré jusqu'à Chamonix à partir de l'hiver 1905-1906. Néanmoins, les sections jusqu'à Argentière puis Vallorcine, qui ouvrent en 1906 et 1908, restent fermées six mois sur douze en raison de leur enneigement plus important, des risques d'avalanche, et également du marché beaucoup plus restreint que sur Le Fayet-Chamonix. La desserte s'établit en 1906 à quinze trains dans chaque sens en haute saison, moins de cinq en basse et demi-saison.
L'activité touristique s'interrompt pendant la Première Guerre mondiale, mais le chemin de fer est fortement mis à contribution pour la desserte des usines chimiques de Chedde qui produisent des composants pour la fabrication d'explosifs. Le tourisme reprend après la guerre ; il se développe particulièrement après les Jeux olympiques de 1924. Une nouvelle station est créée aux Pélerins pour la desserte du téléphérique des Glaciers, ancêtre du téléphérique de l'Aiguille du Midi. L'exploitation est assurée jusqu'aux Tines en hiver à partir du début des années 1920. Afin de poursuivre le service au-delà, un mur et cinq galeries paravalanches sont construits entre les Tines et Montroc de 1925 à 1930. Des murs de protection contre les chutes de pierre sont également réalisés.
L'exploitation est alors maintenue jusqu'à Montroc à longueur d'année mais la liaison vers Vallorcine est interrompue de fin décembre à début avril, la clientèle étant très réduite. Pendant les hivers 1935-1936 et 1936-1937, le tronçon entre le Châtelard et Montroc est exploitée par la compagnie du Martigny-Châtelard pendant la période d'interruption du PLM. Au moment où s’affirme l’ère du tourisme de masse avec les congés payés, le PLM exploite ce tronçon à partir de l'hiver 1937-1938. À cette époque, on compte quatorze allers et retours l'été, six en demi-saison, dix Chamonix-Le Fayet et quatre Chamonix-Vallorcine l'hiver. Au 1er janvier 1938, le PLM passe le relais à la SNCF dans le cadre de la nationalisation des compagnies de chemins de fer privées.
Le trafic est très faible pendant la Seconde Guerre mondiale. Entre 1947 et 1950, cinq arrêts facultatifs sont créés à Vaudagne, au niveau du viaduc Sainte-Marie, à Taconnaz, aux Moussoux et à la Joux. Devant l'affluence touristique, la SNCF étudie au début des années 1950 une modernisation de la ligne. La possibilité de poser une voie normale jusqu'à Chamonix est étudiée, mais jugée beaucoup plus problématique que la rupture de charge au Fayet. Finalement, le choix se porte sur la commande d'un matériel nouveau.

### De la rénovation de 1958 aux années 1990

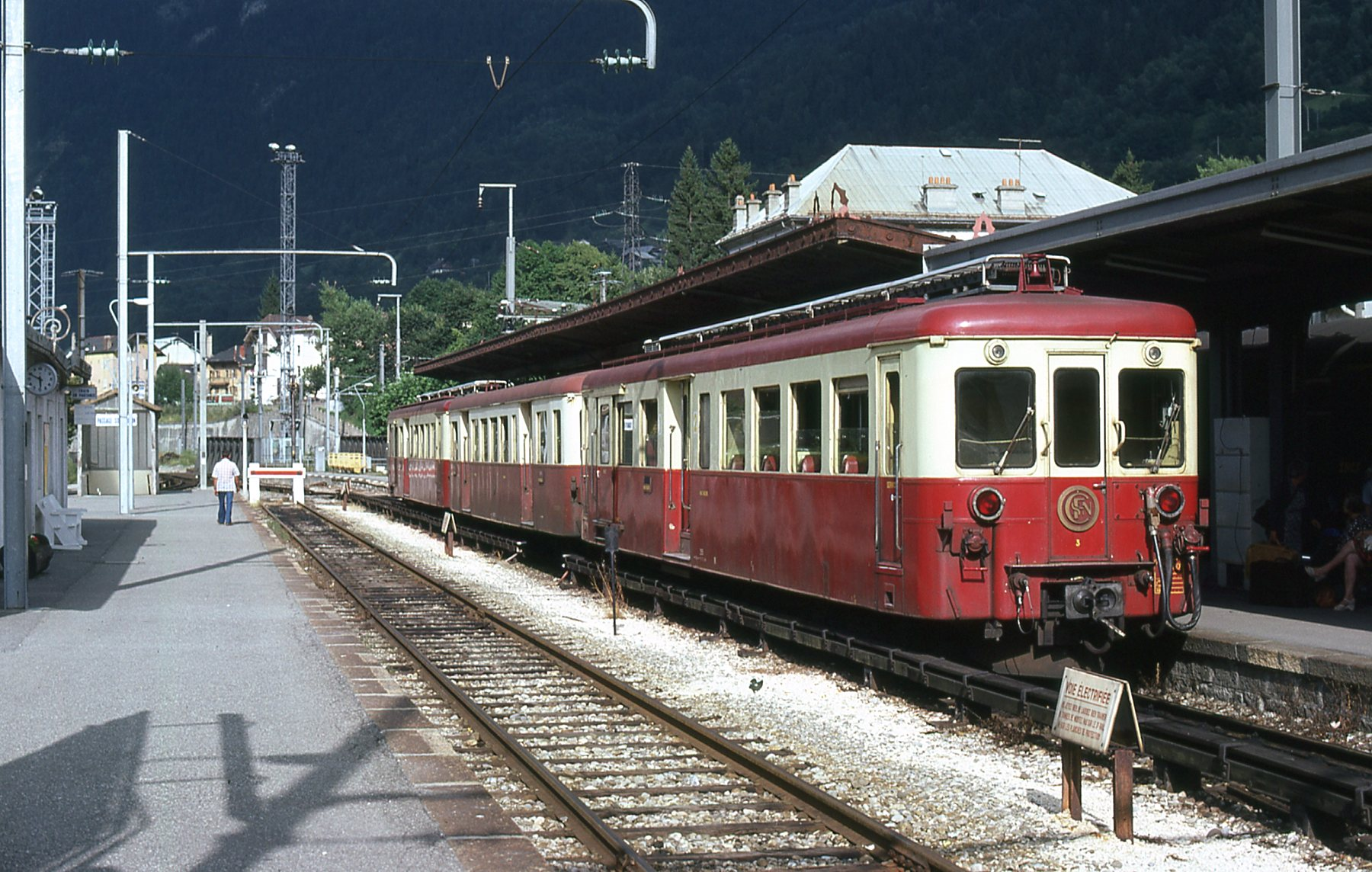
Rame Z 600 en livrée d'origine au Fayet.

Huit automotrices Z 600 et quatre remorques sont commandées par la SNCF, au même moment que le MC commande lui aussi de nouvelles rames. Ces dernières sont mises en service en 1957, elles assurent alors une relation directe Martigny-Chamonix. Les rames SNCF sont inaugurées en 1958. L'arrivée du nouveau matériel est accompagnée de diverses mesures de modernisation. La voie est révisée de façon à permettre un relèvement de la vitesse d'exploitation. Le plan des gares est simplifié pour tenir compte de la quasi-disparition du trafic marchandises. La production d'électricité avait été confiée à EDF en 1952 ; la tension passe de 600 à 800 V à l'arrivée des Z 600.
Le nouveau matériel, plus performant, permet de gagner 27 minutes sur le trajet complet. La desserte est relativement homogène pendant toute la durée d'exploitation : une dizaine d'allers et retours Le Fayet-Vallorcine en été, un peu moins en hiver. À ceci s'ajoutent en moyenne quatre ou cinq allers et retours Le Fayet-Chamonix, ainsi que deux Chamonix-Vallorcine. Le matériel Z 600 assure l'essentiel du trafic. Il est secondé, aux périodes d'affluence, par certaines rames d'origine PLM qui ont été adaptées à la nouvelle tension.
Dans les décennies suivantes, le rail vit des moments difficiles. Les touristes se déplacent de plus en plus en transports routiers, lesquels sont privilégiés par les pouvoirs publics dans l'aménagement du territoire. Ainsi, le tunnel du Mont-Blanc, routier, ouvre en 1965. En 1967, la plupart des lignes à voie métrique doivent fermer ; la ligne Saint-Gervais - Vallorcine échappe de justesse au déclassement. Elle survit grâce à son aptitude à desservir les zones isolées en hiver, notamment la vallée de Vallorcine. Le trafic marchandises cesse complètement en 1971.
Au début des années 1980, une double circulation, ferroviaire et automobile, est étudiée pour le tunnel des Montets. Il s'agit de permettre une circulation restreinte entre la vallée de Chamonix et celle de Vallorcine lorsque la route du col des Montets est fermée à la circulation. Une chaussée est ainsi aménagée à côté de la voie. Ce système entre en service à l'hiver 1985-1986. Les automobiles et les trains se partagent des créneaux horaires différents lors des périodes d'interception de la route du col.

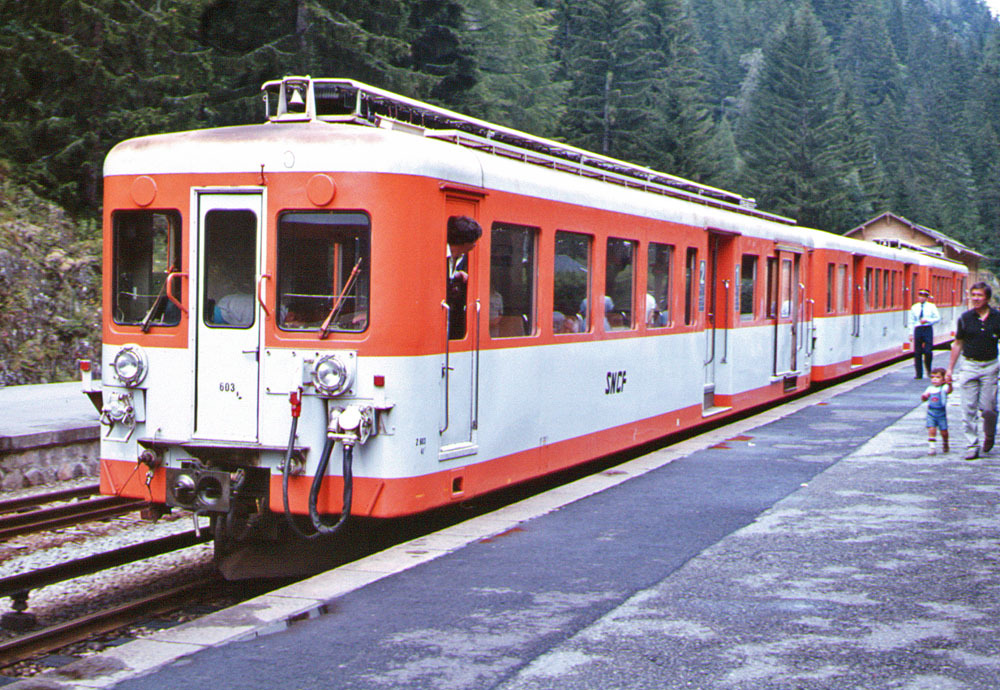
Rames Z 600 en 1985.

Au milieu des années 1980, la ligne est à nouveau menacée de fermeture. La SNCF, alors en pleine construction du réseau à grande vitesse français, considère les petites lignes principalement comme une source de déficit. Il s'avère nécessaire d'améliorer l'offre. À partir de 1986, un abonnement hebdomadaire appelé « Passeport pour les cimes » est lancé. Cette même année, la gare de Chamonix est rénovée à l'occasion du bicentenaire de l'ascension du mont Blanc. À partir de 1987, des commentaires touristiques sont dispensés dans certains trains. Les élus locaux s'impliquent dans la modernisation de la ligne : en octobre 1989, une convention est signée entre la SNCF et le SOFRA (syndicat mixte pour l'organisation des services ferroviaires en Rhône-Alpes), une émanation de la région Rhône-Alpes. Elle vise à moderniser la ligne et réorganiser les dessertes.

### Renouveau des années 1990-2000
Une première tranche de modernisation concerne l'exploitation : en 1991 est mis en place le système ÉCLAIR d'exploitation centralisée par radio. Ce système permet de réduire les coûts d'exploitation, en raison de la disparition de nombreux postes d'agents. La gare de Saint-Gervais-les-Bains-Le-Fayet est également rénovée en 1991, puis les autres gares de la ligne, même celles dont les bâtiments sont fermés au public.

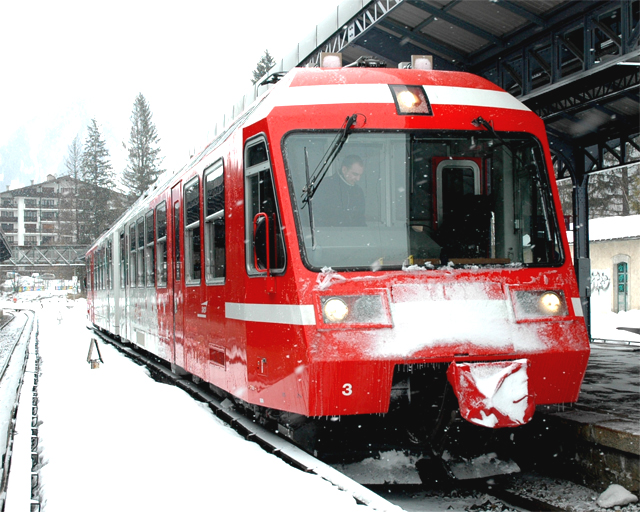
Rame Z 803 à Chamonix.

Afin d'augmenter les recettes, la SNCF modifie la tarification en 1993 : le kilométrage réel n'est plus multiplié par deux, mais par trois. La mesure, impopulaire, n'a pas les résultats escomptés. Elle est partiellement abandonnée en 1997.
La seconde tranche concerne le renouvellement du matériel roulant, qu'il est convenu de réaliser en commun avec le chemin de fer Martigny-Châtelard. Après de longues négociations, la commande est passée en 1994. Les cinq nouvelles rames, immatriculées Z 800, entrent en service en 1997. Elles peuvent assurer des relations directes entre Le Fayet et Martigny sans rupture de charge à la frontière, sous l'appellation « Mont-Blanc Express ». Les temps de parcours sont légèrement réduits du fait des meilleures performances du nouveau matériel. Il est initialement prévu de passer une commande de trois rames supplémentaires après la première livraison.
Dans les années 2000, la voie, toujours posée en rails PLM-A d'origine, est massivement renouvelée. Ainsi en 2004, la voie est remplacée dans le tunnel des Montets, grâce à des rails U 33 de réemploi. En 2006-2007, la section Les Tines-Argentière est renouvelée en rails U 50. En 2008, les sections Taconnaz-Les Bossons et Chedde-Servoz sont renouvelées.

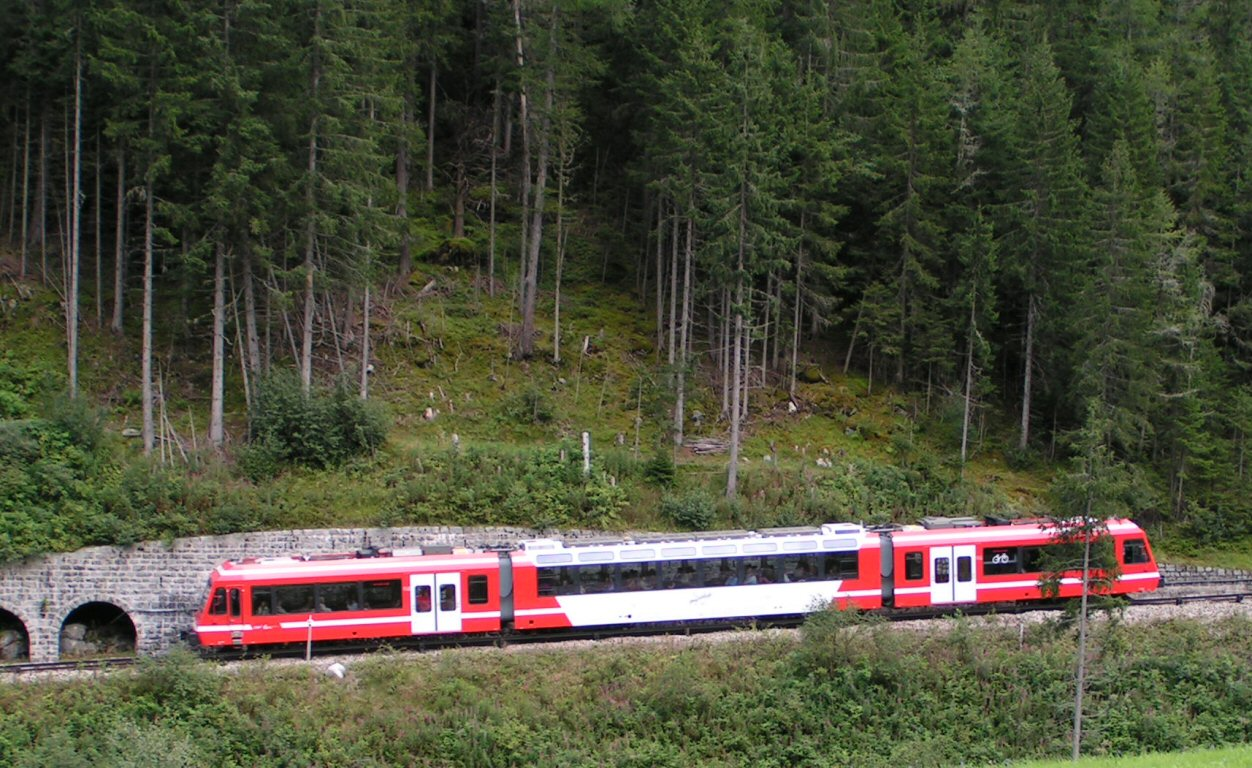
Rame Z 850 entre Vallorcine et le Châtelard.

La commande des Z 800 supplémentaires ayant été retardée, un matériel nouveau est finalement commandé à Stadler Rail. Le constructeur livre six rames Z 850 en deux lots entre 2005 et 2008. Ce nouveau matériel permet de renforcer les dessertes, allant jusqu'à seize allers-retours quotidiens en haute saison. De plus, le cadencement est mis en place en décembre 2007 : les trains desservent les stations à intervalles constants,.
Le service aux voyageurs se développe à la fin des années 2000 : l'arrêt Vaudagne rouvre à l'été 2008 alors qu'il avait été fermé au début des années 1990 ; le nouvel arrêt Chamonix - Aiguille du Midi est créé à l'été 2009 pour desservir le téléphérique de l'Aiguille du Midi et le quartier « Chamonix-Sud ». En 2017, le système ÉCLAIR devenu obsolète est remplacé par le système MZ d'origine suisse.
Depuis 2017, l'été, de mi-juin à début septembre, il y a un train toutes les 30 minutes entre Les Bossons et Vallorcine. Le service est prolongé en 2019 des Bossons aux Houches.

## Tracé - Parcours

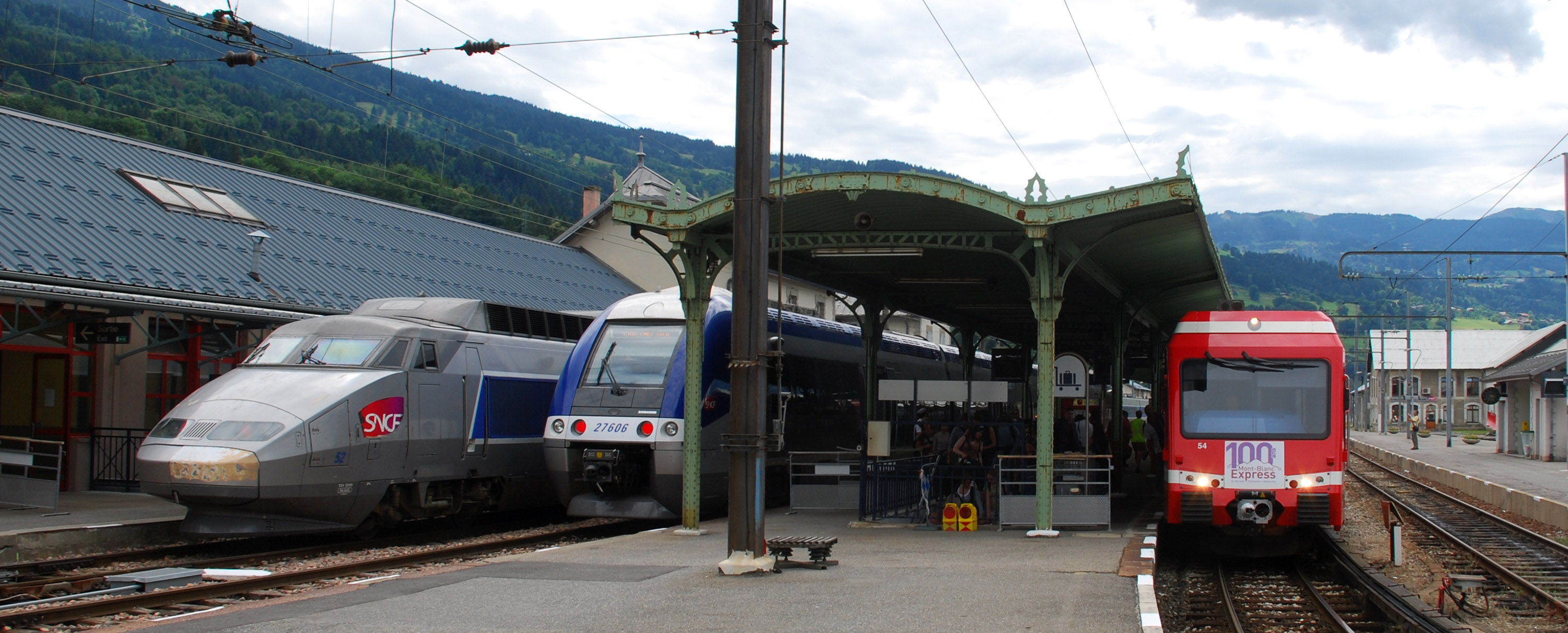
TGV, Z 27500 et Z 850 en gare du Fayet.

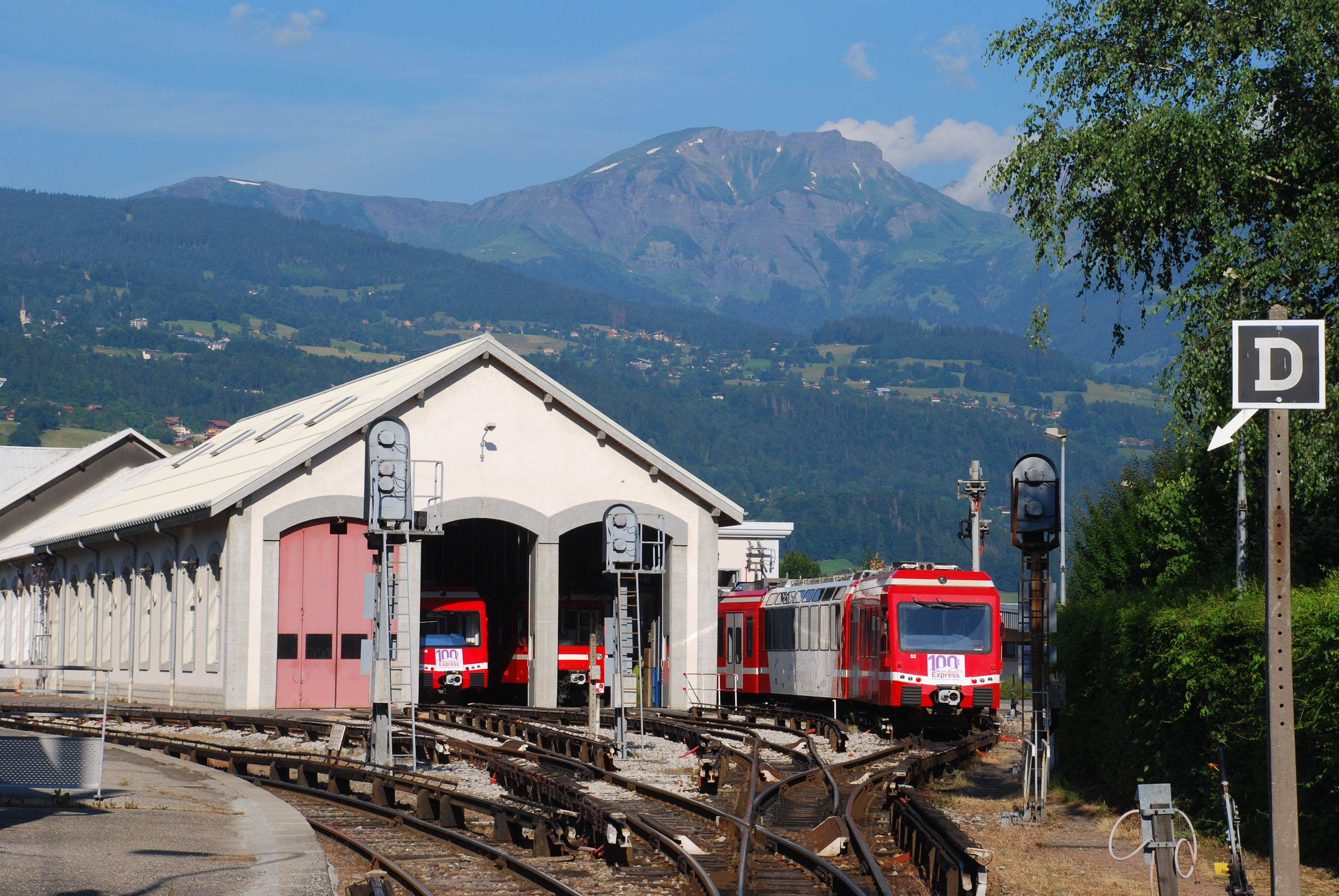
Remise du Fayet.

La ligne part de la gare de Saint-Gervais-les-Bains-Le Fayet, où elle est en correspondance avec le réseau SNCF à voie normale (terminus de la ligne en provenance d'Aix-les-Bains, via Annecy et la Roche-sur-Foron), ainsi qu'avec le tramway du Mont-Blanc (TMB), qui est un chemin de fer à crémaillère. Cette gare reçoit des TGV en provenance de Paris en pleine saison d'hiver et d'été. Elle dispose d'un faisceau à voie métrique assez important, avec notamment une remise-ateliers à trois voies, une plaque tournante et une machine à laver.
En sortie de gare, la ligne traverse le torrent Bon-Nant, juste avant sa confluence avec l'Arve, puis se dirige en ligne droite vers le village de Chedde, où est installée une usine chimique. Cette portion de voie comportait cinq files de rails. Deux de ces files correspondaient à l'écartement normal (1,435 m), ce qui permettait l'approvisionnement des usines chimiques avec des wagons du grand réseau, deux autres correspondant à l'écartement métrique, l'alimentation en énergie électrique en 800 V se faisant par la cinquième file. Ce double écartement n'étant plus utilisé (car les approvisionnements de l'usine chimique de Chedde se font désormais par la route), les deux rails de la voie normale ont été progressivement retirés, mais ils subsistent par endroits. La gare de Chedde est équipée en voie métrique d'un évitement et de voies de service. Cette configuration est reprise sur la plupart des gares de la ligne : deux voies sont disposées à proximité du bâtiments voyageurs ; d'autres voies desservaient autrefois la gare des marchandises, en général pourvue d'une halle, et située un peu à l'écart. Il reste par ailleurs dans cette même gare des morceaux de voie normale à l’abandon, dans une partie distincte de la voie métrique.
En 2013, le pont franchissant l’avenue de l’Aérodrome à Passy, à tablier métallique et culées en maçonnerie, a été démoli pour être remplacé par un ouvrage en béton plus long, courbe, mais juste large pour la seule voie métrique, afin de permettre la construction d’un rond-point routier au carrefour avec la rue des Prés Moulins.
Après Chedde, la ligne s'engage dans une rampe de 90 mm/m, la plus importante de la ligne. Dans cette rampe, elle franchit l'Arve sur un pont composé d'une arche maçonnée et d'une travée métallique, juste avant de pénétrer dans le tunnel des Égratz. Ce tunnel lui permet d'entrer dans les gorges des Gures, où se poursuit la rampe de 90 mm/m, jusqu'au tunnel du Châtelard. La ligne sort alors des gorges et arrive sur un replat où la vallée s'élargit, début de la vallée de Chamonix. C'est à cet endroit qu'est situé le village de Servoz, où le torrent la Diosaz se jette dans l'Arve. La gare de Servoz, un peu excentrée, est située sur la commune des Houches. Elle dispose d'un évitement et de voies de service.
En sortie de la gare de Servoz, la ligne s'engage sur une pente de 80 mm/m qui dure jusqu'à la halte de Vaudagne (arrêt facultatif). La pente s'adoucit ensuite, et la ligne poursuit en corniche, rive gauche de l'Arve, jusqu'au viaduc Sainte-Marie, finissant de contourner la montagne de la tête Noire. La halte du Viaduc Sainte-Marie est située avant le viaduc (arrêt facultatif). Ce dernier, qui constitue l'ouvrage d'art le plus spectaculaire de la ligne, franchit l'Arve à 52 m de hauteur et permet à la ligne de rallier la gare des Houches, rive droite de l'Arve. La gare comporte un évitement et des voies de service. Elle est excentrée, le village se situant rive gauche, un peu plus haut.

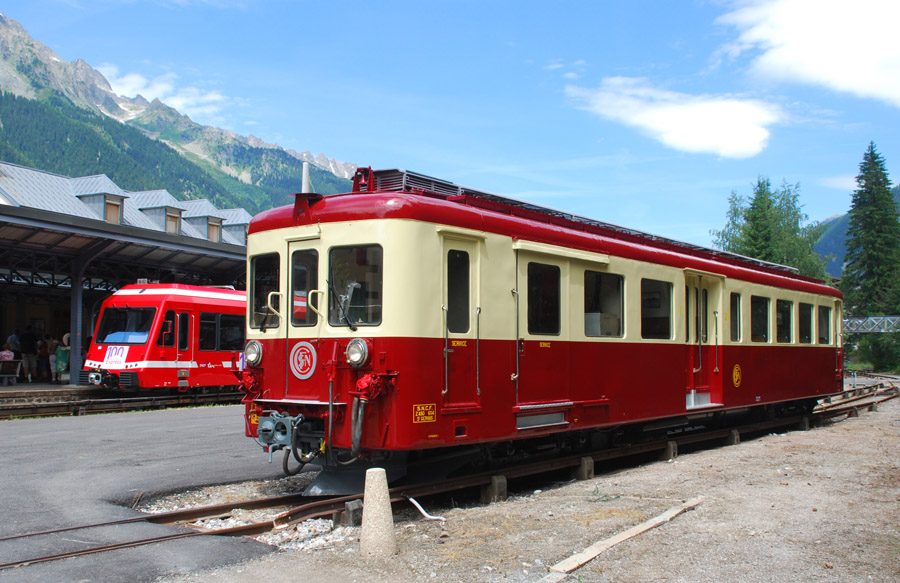
Z 600 et Z 850 en gare de Chamonix.

Après les Houches le profil est facile ; la voie longe l'Arve. Elle repasse rive gauche au pont de Clair-Temps (une arche maçonnée), puis atteint la halte de Taconnaz et enfin les Bossons au terme d'une ligne droite. La gare comporte un évitement. Après les Bossons, la ligne repasse rive droite au pont métallique de Piralottaz, puis arrive à la halte des Pèlerins. Cette dernière donnait accès au téléphérique des Glaciers, abandonné depuis 1951. Elle dessert deux lacs creusés pour l'extraction de matériaux lors de sa construction, le lac des Gaillands et le lac à l'Anglais, ainsi que le rocher d'escalade des Gaillands. Après la halte des Moussoux (arrêt facultatif), la ligne entre dans Chamonix et dessert l'arrêt Chamonix - Aiguille du Midi (téléphérique de l'Aiguille du Midi), avant de traverser à nouveau l'Arve et d'entrer en gare de Chamonix-Mont-Blanc. Chamonix est un établissement assez important, avec trois voies à quai, des voies de service et une halle-atelier. Une passerelle permet aux voyageurs de rejoindre directement la gare du chemin de fer du Montenvers, une ligne qui permet d'accéder au Montenvers et à la Mer de Glace. Autrefois, un raccordement existait entre les deux lignes.

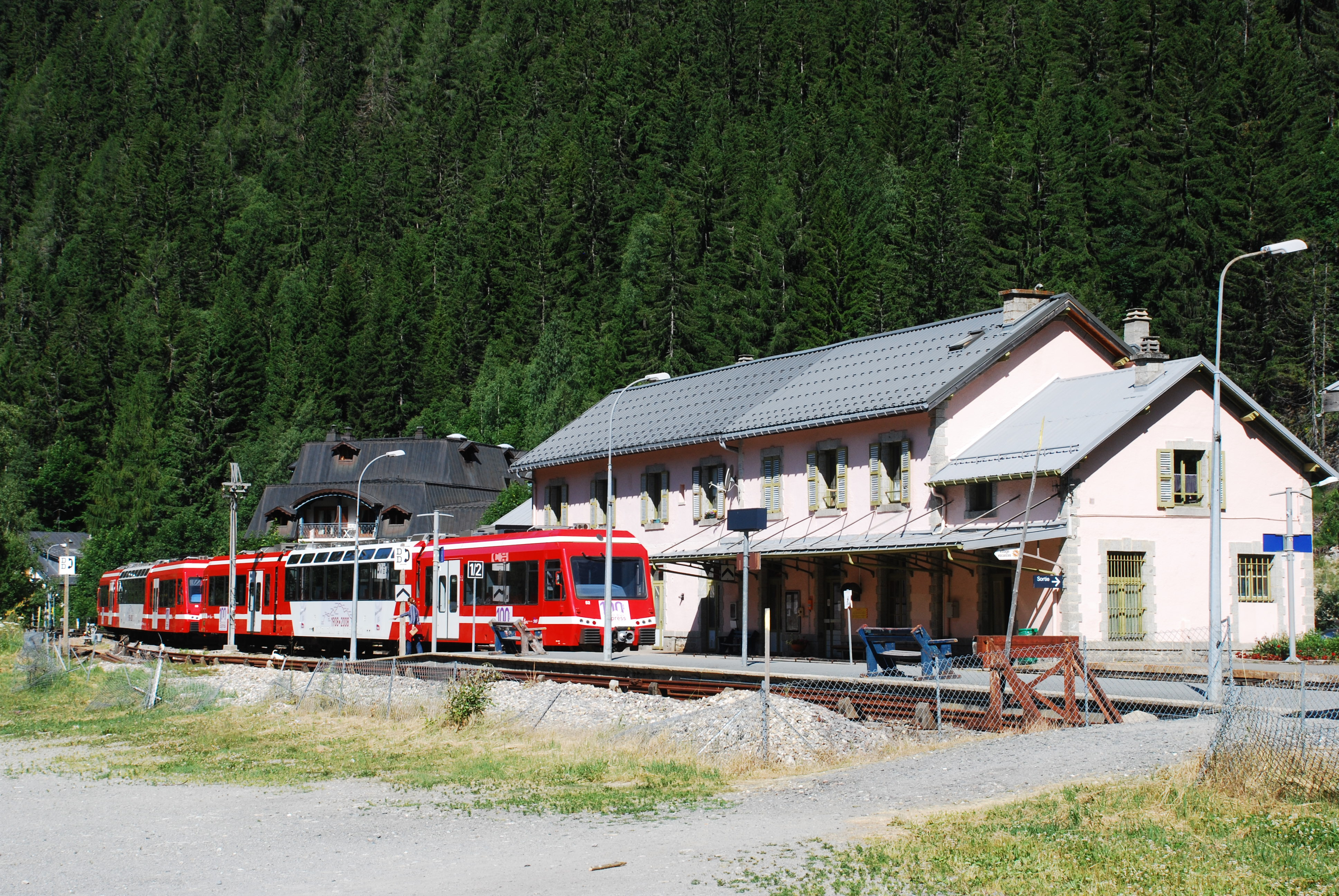
Gare d'Argentière.

Le profil facile se poursuit jusqu'aux Tines, une gare d'évitement, que l'on rejoint après avoir desservi la halte des Praz-de-Chamonix. Après les Tines, le profil difficile reprend : 70 mm/m. La ligne franchit l'Arve sur une travée métallique, puis s'engage dans le tunnel des Éboulis, suivi de deux galeries paravalanches. La pente se fait ensuite plus douce ; au milieu de prés se trouve la halte de La Joux (arrêt facultatif). Toujours en profil facile, la ligne franchit deux nouveaux paravalanches, dont le deuxième de 521 m. On atteint ainsi la gare d'Argentière (évitement, voie de service).
L'Arve est franchi en sortie de gare. La pente de 70 mm/m reprend alors jusqu'à la halte de Montroc-Le Planet, gare d'évitement que l'on atteint après avoir franchi une dernière fois l'Arve sur un viaduc maçonné mixte rail-route. Montroc-Le Planet est la gare la plus haute de la ligne. Elle se situe à l'entrée du tunnel des Montets (d'une longueur de 1 883 m), dans lequel se trouve le point culminant de la ligne (1 386 m). À la sortie du tunnel, la ligne débouche à côté de l'Eau Noire, et descend ensuite par des pentes importantes jusqu'à la frontière suisse (60 ou 70 mm/m). La ligne dessert la halte du Buet, puis atteint Vallorcine, équipée d'un évitement, de voies de service et d'une grande remise.
La dernière section permet de rejoindre la frontière. Un peu avant celle-ci, un éperon rocheux est franchi par le tunnel de Belle-Combe, puis la voie franchit l'Eau Noire, qui fait frontière, sur un pont en maçonnerie. La ligne arrive alors à la gare du Châtelard-Frontière sur la ligne Martigny-Châtelard, de conception technique similaire, ce qui permet l'interpénétration du matériel. La ligne descend la vallée du Trient, avec une section à crémaillère, et rejoint Martigny où elle est en correspondance avec la ligne CFF du Simplon à voie normale.

Profil en long de la ligne, avec les pentes indiquées en millimètres par mètre.

## Infrastructure

### Caractéristiques techniques

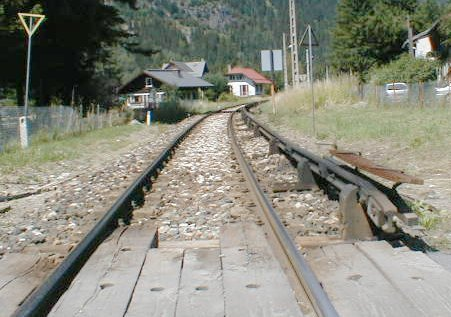
Voie et rail conducteur aux Praz.

La voie est métrique (écartement des rails de 1 000 mm). Elle est électrifiée par un troisième rail latéral en courant continu sous 850 V (580 V à l'origine). Sur les sections en pente de 70  à   90 mm/m, la voie est solidement ancrée de place en place par l'intermédiaire de rails fichés verticalement dans des massifs de maçonnerie, ou calés par des pierres. Originellement, les rails employés étaient de type PLM-A pesant 34,4 kg par mètre, en barres de douze mètres. Depuis le milieu des années 2000, un renouvellement important de la voie a lieu, utilisant des rails en barres plus longues de 36 kg par mètre.
La ligne possède le profil suivant : elle s'élève depuis la gare de Saint-Gervais-Le Fayet (altitude : 580,95 m) jusqu'au tunnel du col des Montets (altitude : 1 365 m) puis descend jusqu'à la frontière suisse (altitude : 1 100 m). La rampe maximale, entre Servoz et les Houches, atteint 90 mm/m sur 2 000 m, ce qui est un record pour un chemin de fer à simple adhérence, sans crémaillère. Toutefois dans les zones les plus pentues (40 mm/m et plus), la voie était jadis munie d'un rail central servant, par serrage entre des mâchoires, au freinage en descente et à l'immobilisation des trains en cas de panne électrique ; il fut déposé dans les années 1980. Il était installé 60 mm au-dessus du plan de roulement. Ce rail n'était pas installé entre Vallorcine et le Châtelard car ce tronçon était exploité par la compagnie suisse, dont les véhicules n'étaient pas équipés du frein à mâchoires.
Il existe quatorze passages à niveau. À l'origine, ils étaient gardés par des barrières normalement fermées, qui n'étaient ouvertes que lorsque des voitures se présentaient. Aujourd'hui, ils sont munis de barrières automatiques.
L'énergie électrique était produite par le PLM, via deux centrales hydroélectriques qui turbinaient les eaux de l'Arve. Les centrales étaient situées à Servoz et aux Chavants. Ces deux centrales étaient directement reliées au rail conducteur, ce qui convenait pour l'alimentation du tronçon Le Fayet-Chamonix. Au-delà, une ligne haute-tension (12 000 V triphasé à 25 Hz) alimentait les deux tronçons supérieurs, par l'intermédiaire de sous-stations situées aux Îles (un peu en aval d'Argentière) et au Morzay (entre le Buet et Vallorcine).
À la suite de la nationalisation de l'énergie électrique au sortir de la Seconde Guerre mondiale, la SNCF étudie une utilisation du courant industriel à 50 Hz d'EDF. Le projet est approuvé en 1949, et réalisé en 1952. EDF fournit du courant triphasé sous 42 000 V à une sous-station située Chedde. Six autres sous-stations, alimentées par Chedde en 15 000  ou   20 000 V, sont situées aux Gures (entre Chedde et Servoz, en pente de 90 mm/m), à Servoz, aux Houches, à Chamonix, Argentière et Vallorcine. Elles sont en général installées dans les anciennes halles à marchandises, devenues inutiles.

### Ouvrages d'art
Les concepteurs de la ligne ont tenté de limiter le nombre et l'ampleur des ouvrages d'art en choisissant une voie métrique et des rayons de courbure faibles. Ainsi, la ligne suit d'assez près le tracé de l'Arve. Néanmoins, la ligne comporte de nombreux ouvrages d'art, notamment de franchissement de l'Arve.
Entre Le Fayet et Chamonix, on compte 85 aqueducs, ponceaux et passages sous rails dont 63 ouvrages voûtés et 22 tabliers métalliques dont 5 dépassent les 20 m de longueur. De Chamonix à Vallorcine, on compte 104 aqueducs et ponceaux et deux grands viaducs de plus de 40 mètres. Le principal ouvrage d'art est le viaduc Sainte-Marie aux Houches. Situé au kilomètre 10,732, il culmine 52 mètres au-dessus de l'Arve avec 130 mètres de longueur et huit arches en maçonnerie dont une de 25 mètres d'ouverture. Les autres ponts et viaducs notables sont les suivants :
- en sortie de la gare du Fayet, la voie franchit le Bon-Nant puis l'Arve sur des ponts métalliques aux kilomètres 0,122 et 0,694, de longueurs respectives 25 et 34 m ;
- au kilomètre 4,069, le pont des Égratz sur l'Arve est composé d'une arche métallique suivie d'un tablier métallique ;
- au kilomètre 13,770, la ligne franchit l'Arve sur un pont maçonné formé d'une arche de 25 m d'ouverture, le pont de Clair-Temps ;
- aux kilomètres 16,130 et 18,563 deux ponts métalliques de 40 et 29 m franchissent l'Arvre ;
- au kilomètre 23,575, l'Arve est à nouveau franchie par le viaduc des Tines : deux fois deux arches maçonnées encadrent un tablier métallique ;
- au kilomètre 29,389, le viaduc de Montroc, de trois arches maçonnées, accueille la voie ferrée et une chaussée routière.

La ligne comporte six tunnels qui totalisent 2,521 km, soit 7 % du trajet. Le plus long est le tunnel des Montets qui mesure 1 883 mètres de long au lieu des 1 600 mètres prévus initialement. Il est muni de portes métalliques qui sont fermées en hiver de façon à éviter l'accumulation de neige.

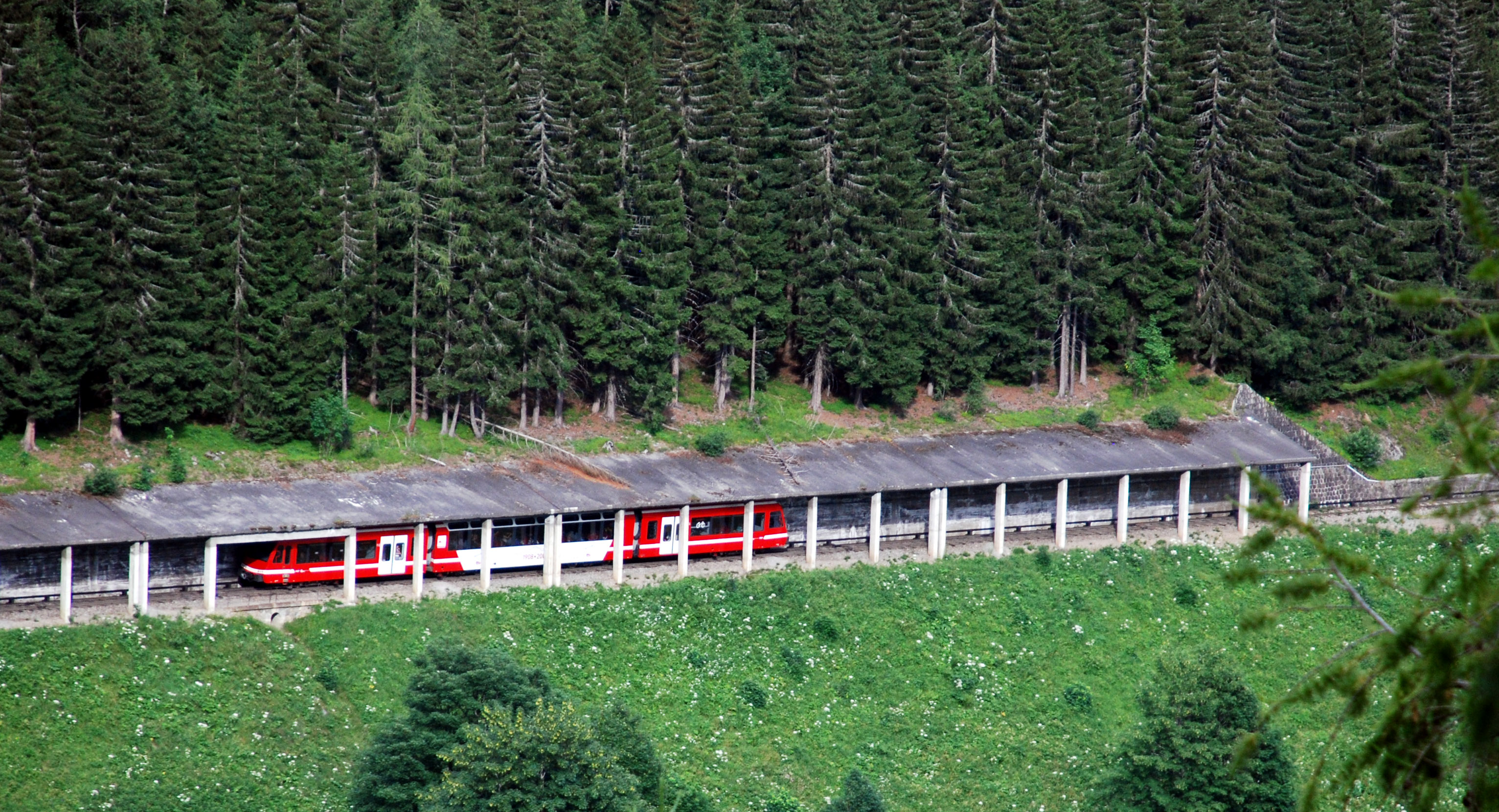
Galerie paravalanche entre Argentière et Montroc.

Afin de permettre l'exploitation de la ligne à longueur d'année, cinq galeries paravalanches ont été construites dans les années 1920. Elles totalisent 861 m de longueur. Elles sont complétées par d'autres ouvrages de protection : murs paravalanches, filets de protection, fils de protection des chutes de rochers. Notamment, un gigantesque mur déflecteur d'avalanche en forme de chevron est installé dans le couloir des Chéserys. Une digue de grande taille a été construite dans les années 1980 pour protéger la tête du tunnel des Montets côté Vallorcine.
En outre, plus de 3 km de conduites d'eau souterraines ont été créées pour alimenter les centrales hydroélectriques des Chavants et de Servoz.

### Signalisation et sécurité
Au début de l'exploitation, le cantonnement était assuré par téléphone. La ligne était d'abord aérienne, puis à partir de 1924 les câbles ont été enterrés en caniveau. La signalisation était assurée par des signaux mécaniques de modèle standard PLM.
Après la Seconde Guerre mondiale, la SNCF simplifie la signalisation, et élimine les signaux mécaniques. La signalisation utilisée en ligne constitue un sous-ensemble de celle en vigueur sur le réseau à voie normale : tableaux indicateurs de vitesse, Z d'application, R de reprise, chevrons indicateurs d'aiguille, etc. L'entrée dans un canton à partir d'une gare d'évitement est commandée par un feu rouge, dont l'extinction donne l'autorisation de départ. Le système est informatisé en 1986.

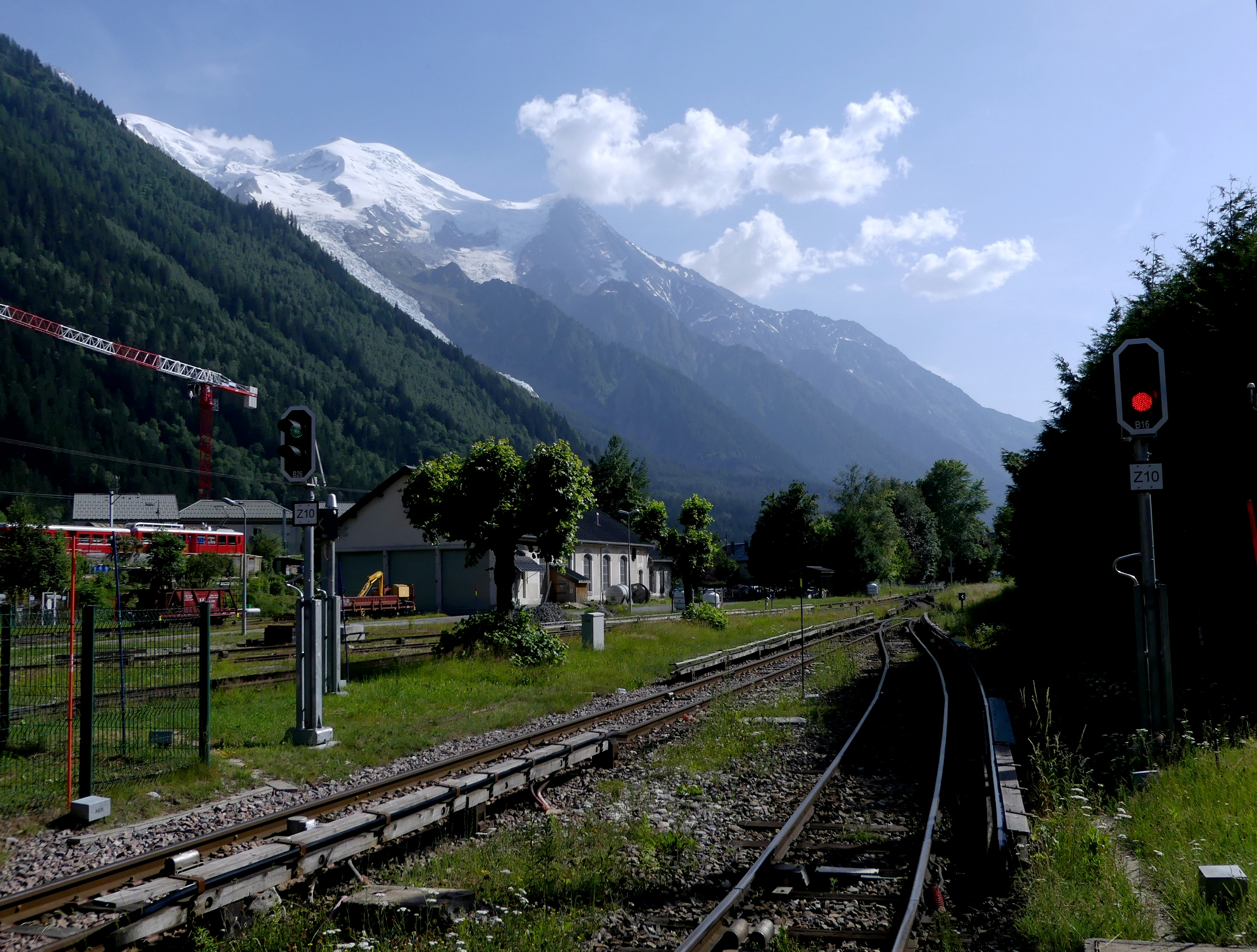
Signalisation à Chamonix en 2022.

En 1991 est mis en place un nouveau système d'exploitation appelé ÉCLAIR (exploitation centralisée des lignes assistée par informatique et radio). Toute la ligne est gérée par le chef de ligne depuis un poste de commandement (PC ÉCLAIR) situé à la gare du Fayet : communications, équipements de signalisation et de sécurité, alimentation électrique. L'exploitation repose sur l'utilisation d'une radio sol-trains à transmission de données et appel sélectif, de compteurs d'essieux qui détectent l'occupation des cantons, ainsi que d'un outil informatique qui attribue des codes d'autorisation de départ aux trains. Pour pénétrer dans un canton, le conducteur demande l'autorisation par radio. Après s'être assuré que le train est complet et que le canton suivant est libre, le chef de ligne transmet par radio le code d'autorisation de départ. Le conducteur saisit ce code sur le clavier d'un système appelé KADB (contrôle automatique de départ par balises, spécifique à la ligne) qui s'assure que le train dispose bien de l'autorisation de départ. Les feux rouges du système précédent ont été déposés ; sous le système ÉCLAIR, la seule signalisation lumineuse est constituée de feux jaunes en entrée de gare d'évitement, qui allumés indiquent que l'aiguille envoie le train sur la voie de gauche.
Le système ÉCLAIR a été déposé en 2017. La signalisation a été remplacée par un sous-ensemble de la signalisation ferroviaire suisse, avec block automatique et signaux lumineux de type L.
Sur les sections les plus pentues, le matériel Z 800 et Z 850 peut circuler 10 km/h plus vite que ne le faisait le matériel Z 600. Sur ces sections, des balises magnétiques Integra enclenchent un contrôle de vitesse effectué à bord des rames.

## Exploitation

### Gestion

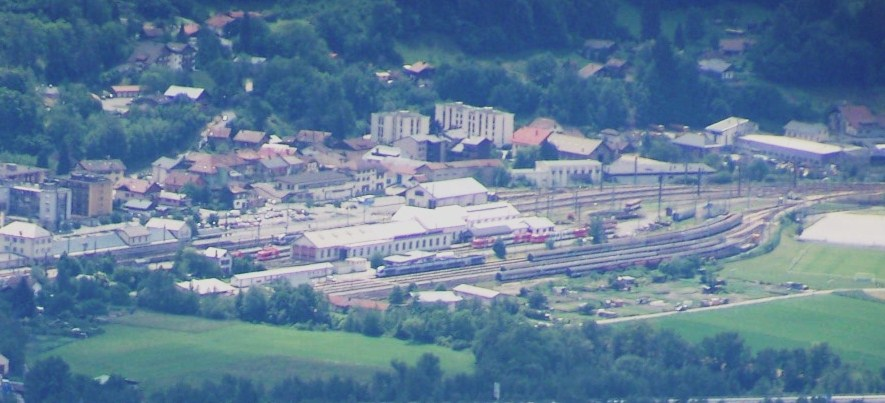
Gare du Fayet, où est situé l'Établissement Mont-Blanc.

La ligne est gérée par l’Établissement Mont-Blanc (EMB), qui est un établissement multi-fonctionnel de la SNCF depuis 1997. Il emploie une centaine de personnes (en ne comptant que le personnel permanent). L'EMB gère de façon autonome l'ensemble de ses activités, ce qui constitue un cas unique à la SNCF : bureau administratif, pôle gestion finances, ressources humaines, service commercial (contrôleurs, guichetiers), service exploitation des gares et du PC ÉCLAIR (gestion centralisée de la ligne), agents de conduite des trains (TB et CRTT), service de la voie et bâtiments, entretiens et gestion du matériel roulant, service de nettoyage des trains.
La qualité des processus de production de l'Établissement SNCF Mont-Blanc est certifiée ISO 9001 depuis 2008.

### Desserte
Depuis 2007, dans le cadre du cadencement du TER Rhône-Alpes, la desserte est constituée de six aller-retours (sept l'été) Saint-Gervais - Martigny, sous le nom de « Mont-Blanc Express », cinq AR Saint-Gervais - Vallorcine, deux AR (trois l'été) Saint-Gervais - Chamonix et un AR Saint-Gervais - Argentière. Elle compte en outre deux AR Chamonix - Vallorcine. En 2010, ce service est légèrement plus réduit, le nombre d'aller-retours Saint-Gervais - Vallorcine étant réduit à seulement deux.
Globalement, depuis 2017, le service est désormais cadencé à l'heure entre Saint-Gervais et Vallorcine toute l'année. L'été, des trains supplémentaires entre Les-Bossons et Vallorcine, prolongés aux Houches en 2019, permettent un service à la demi-heure entre 11h et 18h.

### Activité
Cette ligne transporte environ 700 000 voyageurs par an, avec une très grande variabilité : de 500 personnes par jour en période creuse jusqu'à 10 000 en période estivale et 2 500 en saison de sports d'hiver. La clientèle est très diversifiée, depuis les voyageurs internationaux en correspondance des TGV jusqu'aux transports de proximité, scolaires notamment. C'est en même temps une ligne touristique et un service public. Des services directs de Saint-Gervais à Martigny circulent sous l'appellation « Mont-Blanc Express ».
Depuis 2005, l'accès au train est gratuit entre Servoz et Vallorcine pour les touristes disposant d'une carte de résident de la commune de Chamonix, ainsi que pour les habitants de la vallée.

## Matériel roulant
- Les véhicules de type Z 200, et Z 600, avaient un dispositif de captage de courant uniquement par frotteurs pour le 3 eme rail.

- À partir de la série Z 800, et 850 et 870, tous, sans exception, les engins moteurs, y compris ceux de service,  ont la double captation de courant (frotteur 3 eme rail, et Pantographe caténaire)

### Matériel d'origine

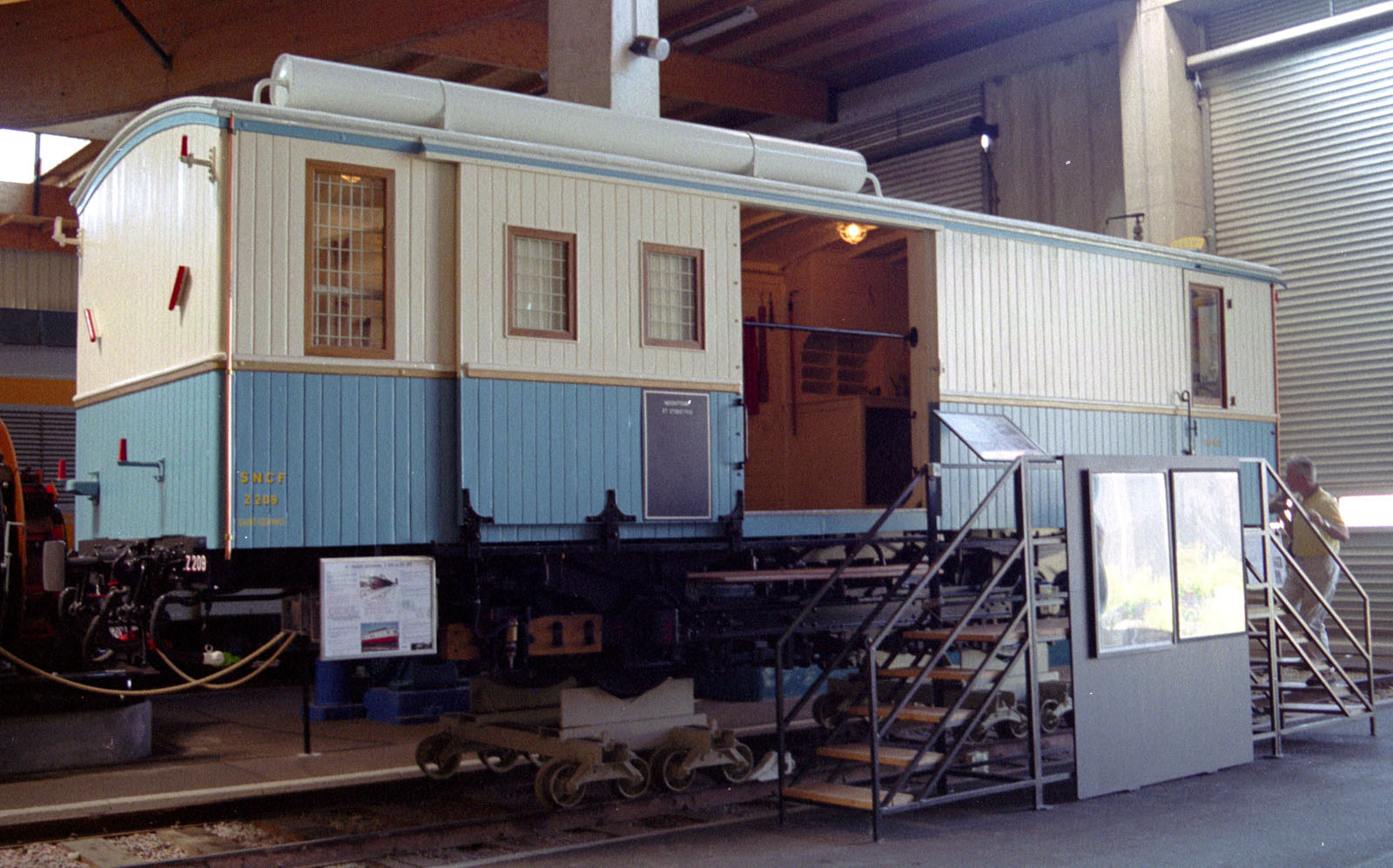
Z 209 exposée à la Cité du train.

En raison des fortes déclivités présentes sur la ligne, il a été décidé au départ que tous les véhicules seraient moteurs. Le parc initial comprend donc uniquement des véhicules automoteurs. Cependant, après les premiers essais, il apparaît raisonnable d'insérer dans les convois quelques véhicules remorqués. Un petit parc de remorques est donc constitué.
Le matériel d'origine, est généralement désigné par l'appellation « Z 200 », bien que seuls les fourgons automoteurs soient immatriculés dans cette série. Les voitures et wagons sont numérotés dans la série ZS 10000, les remorques dans la série ZR 20000. Il s'agit de la numérotation SNCF ; le PLM utilisait une convention différente.
Tous les véhicules sont de conception similaire. Ils reposent sur un truck moteur composé de deux longerons sur lesquels sont fixés deux essieux moteurs. Un châssis métallique et une caisse, spécifiques au type de véhicule, reposent sur le truck. Chaque truck est équipé de deux moteurs de 48 kW chacun. Les moteurs sont alimentés par quatre frotteurs pour troisième rail installés sur le truck. La conduite du train s'effectue par commande pneumatique de servomoteurs situés sur chaque véhicule, depuis un fourgon automoteur qui se trouve en tête, et qui dispose d'une cabine pour le conducteur. Il s'agit du système Auvert, dont les Z 200 constituent l'unique application.
Les Z 200 sont équipés de deux systèmes de freinage :
- un frein à sabots qui s'applique sur les roues ;
- un frein à mâchoires de secours qui enserre le rail central de sécurité installé sur les pentes de 70 mm/m ou plus[79].

À l'ouverture de la section jusqu'à Chamonix, la ligne est dotée de soixante-quatre véhicules automoteurs. Jusqu'à l'ouverture complète de la ligne en 1908, plusieurs livraisons y ajoutent soixante-neuf véhicules automoteurs et dix-neuf véhicules remorqués. Des livraisons complémentaires ont lieu jusqu'en 1932, ce qui porte l'effectif total à cent soixante-quatre véhicules automoteurs et vingt-sept remorques. Au total, la ligne s'équipe de vingt fourgons automoteurs (utilisés pour la conduite des trains), de quatre-vingt-seize voitures, de vingt wagons couverts, de trente-quatre wagons tombereaux, de dix-sept wagons plats, de trois chasse-neige et d'une grue roulante. Les trains peuvent être formés au maximum de 11 éléments. Ils peuvent circuler jusqu'à 50 km/h dans les sections à faible pente, mais seulement à 10 km/h dans les pentes supérieures à 70 mm/m.
Ce matériel, vieillissant dans les années 1950, doit être remplacé par des automotrices (voir les Z 600 ci-dessous). Cependant, une partie du parc est conservée en renfort. Comme l'arrivée des Z 600 s'accompagne d'un passage de la tension d'alimentation à 800 V, le matériel conservé doit être adapté ; il est également muni du freinage rhéostatique, ce qui permet de relever la vitesse en descente dans les pentes les plus importantes à 15 ou 18 km/h. Soixante-dix-sept véhicules sont ainsi modernisés en 1957-1958. Ils sont encore employés fréquemment jusqu'au début des années 1970, puis se raréfient considérablement. Les dernières unités sont radiées en 1985-1986.

### Matériel Z 600

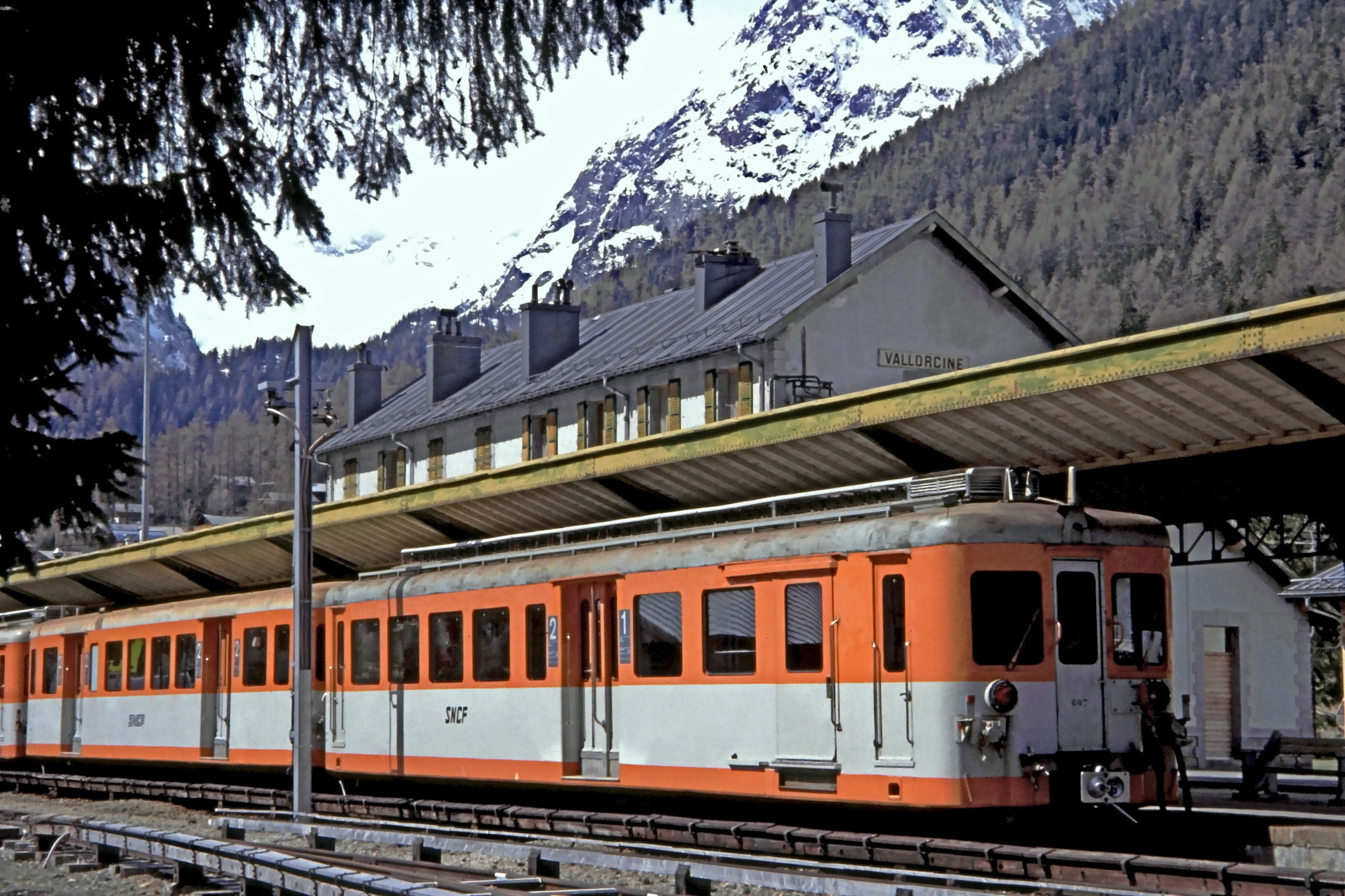
Rame Z 600 en livrée gris et orange en 1993.

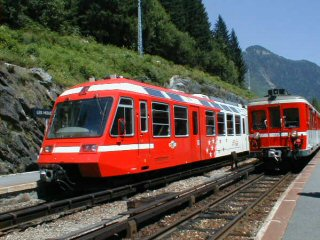
Une rame Z 600 (à droite), et une rame Z 800 (à gauche), en gare des Houches à l'été 2001.

Dès 1936, le PLM étudie un matériel plus moderne pour maintenir l'intérêt touristique de la ligne. Cependant, la Seconde Guerre mondiale reporte ce projet. Les études ne reprennent que dans les années 1950. Quatre rames de deux motrices et d'une remorque sont commandées à Decauville (partie mécanique) et Oerlikon (équipement électrique). Une concertation avec le chemin de fer Martigny-Châtelard permet de concevoir un matériel partiellement interopérable avec les BDeh 4/4 de ce dernier, commandées à la même époque. Notamment, les deux séries de matériel sont équipées d'attelages Scharfenberg. Les Z 600 sont livrées en 1958.
Une automotrice est organisée ainsi : une cabine de conduite, un fourgon à bagages, un compartiment de 1re classe (huit places), une plate-forme d'accès avec deux strapontins, un compartiment de 2de classe (32 places). Au total, 42 places assises sont disponibles, auxquelles s'ajoutent 28 places debout. Une automotrice est équipée de deux bogies de deux essieux moteurs. Les quatre moteurs Oerlikon développent une puissance totale de 400 kW. Les résistances sont placées sur le toit. Le couplage en unités multiples est réalisé par un circuit électrique.
Les Z 600 disposent de quatre dispositifs de freinage :
- un frein à vis de stationnement, à sabots ;
- un frein rhéostatique pour réguler la vitesse dans les pentes, qui débite dans les résistances du toit ;
- un frein pneumatique de service qui agit sur les mêmes sabots ;
- un frein électromagnétique d'urgence, alimenté sur batterie, qui applique des patins sur les rails. Ce frein efficace permet de s'affranchir du rail central de freinage nécessaire sur le matériel Z 200.

Les Z 600 sont complétées par des remorques ZR 20600, disposant de 59 places assises et 45 debout. Diverses composition des trains sont utilisées, employant entre un et six éléments. Les Z 600 peuvent circuler jusqu'à 70 km/h sur les sections à faible déclivité. Sur 90 mm/m, la vitesse est limitée à 45 km/h à la montée et 25 km/h à la descente.
Au départ, le matériel Z 600 revêt une livrée rouge et crème. Une révision importante a lieu entre 1981 et 1985. À cette occasion, les Z 600 reçoivent une nouvelle livrée gris et orange « TGV ». La commande de nouvelles rames prenant du retard dans les années 1990, une révision pour prolongement de parcours est effectuée en 1997-1998. Une troisième livrée rouge est blanc est alors appliquée.
Lorsque ce matériel était en fin de en phase d'amortissement (2008-2017), les motrices restantes assuraient des trains de travaux. En 2008, la Z 604 a été remise en livrée d'origine afin d'être exposée à la Cité du train à Mulhouse. En octobre 2022 les motrices restantes sont envoyées chez le ferrailleur mettant fin à la série des Z 600.

### Matériel Z 800

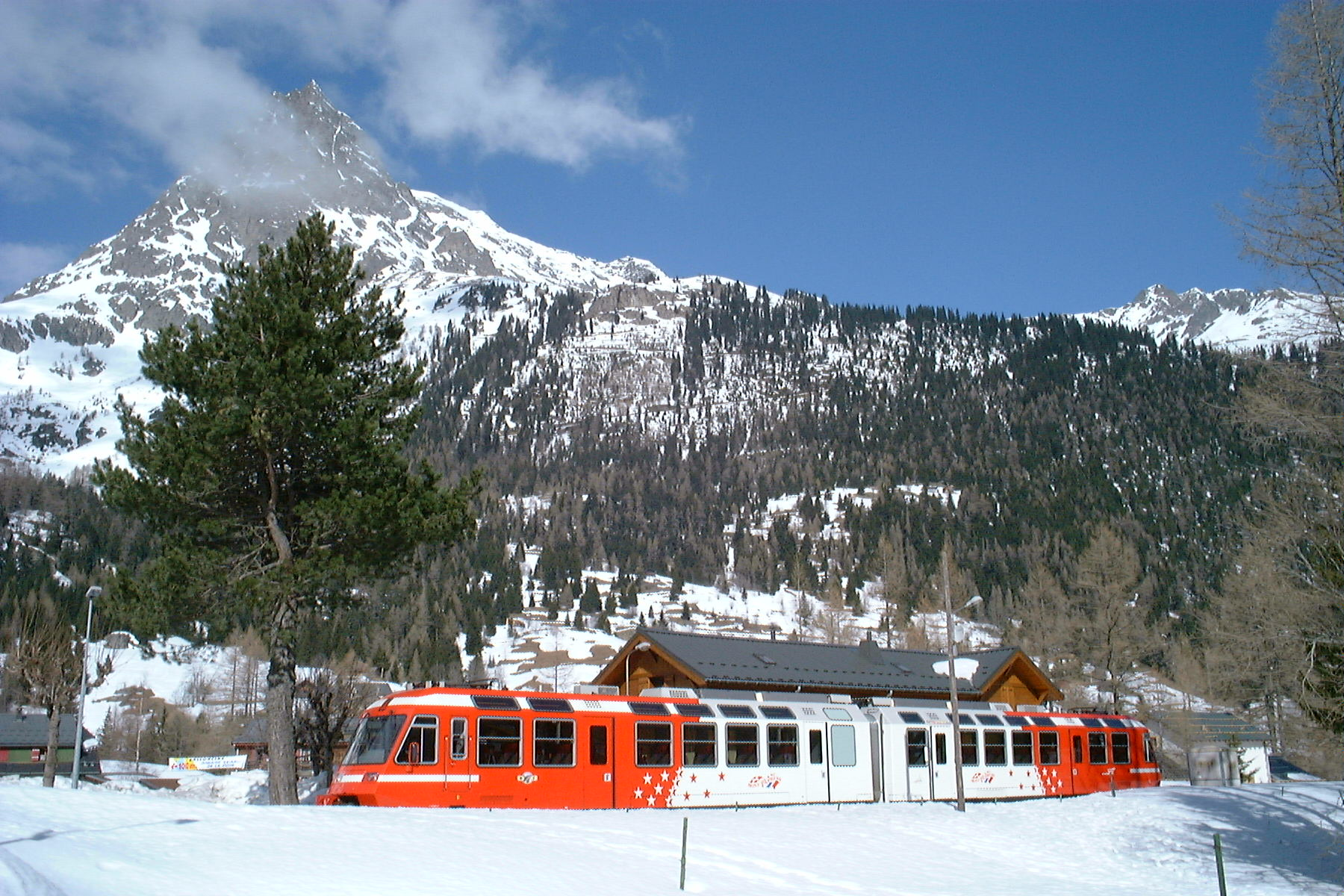
Rame Z 800 à l'arrêt du Buet.

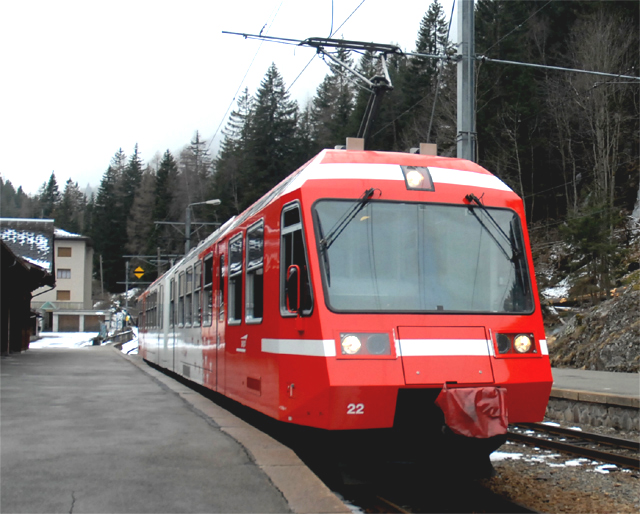
Z 800 du MC au Châtelard.

Le remplacement des Z 600 est envisagé à la fin des années 1980. Des contacts sont pris avec le chemin de fer Martigny-Châtelard pour commander un matériel en commun, apte à circuler entre Saint-Gervais-Le Fayet et Martigny. Cinq rames sont commandées en 1994 à un consortium composé de Vevey Technologies (coordination du projet, assemblage et construction des caisses), Adtranz (équipement électrique) et SLM Winterthur (bogies, équipement de freinage et de crémaillère). Les rames sont livrées en 1996-1997, à raison de trois pour la SNCF et deux pour le MC.
Une rame Z 800 est composée de deux éléments automoteurs accouplés en permanence par un soufflet d'intercirculation. Chaque élément automoteur possède une cabine de conduite, deux compartiments de 16 et 32 places et une plate-forme d'accès avec six strapontins. Les rames disposent de tous les équipements pour circuler aussi bien sur la ligne française que sur la ligne suisse : radio et équipements de sécurité dédoublés, pantographes pour certaines sections en Suisse, système de crémaillère nécessaire sur le tronçon Salvan-Vernayaz en Suisse.
Chaque élément automoteur est équipé de deux bogies de deux essieux (dont un porteur et un moteur). Au total, 1 000 kW de puissance sont installés sur chaque rame. Une rame peut atteindre 70 km/h sur profil facile, 45 km/h sur rampes de 70 mm/m, 35 km/h sur rampes supérieures, et sur crémaillère 23 km/h en montée, 16 km/h et à la descente.
Les Z 800 sont équipées de cinq systèmes de freinage :
- un frein à air comprimé appliqué sur les roues, pour l'utilisation courante,
- un frein électrique, rhéostatique et à récupération, destiné à réguler la vitesse en descente ;
- un frein magnétique d'urgence agissant sur les rails ;
- un frein à tambour pour la crémaillère ;
- un frein à disque pour la crémaillère.

### Matériel Z 850

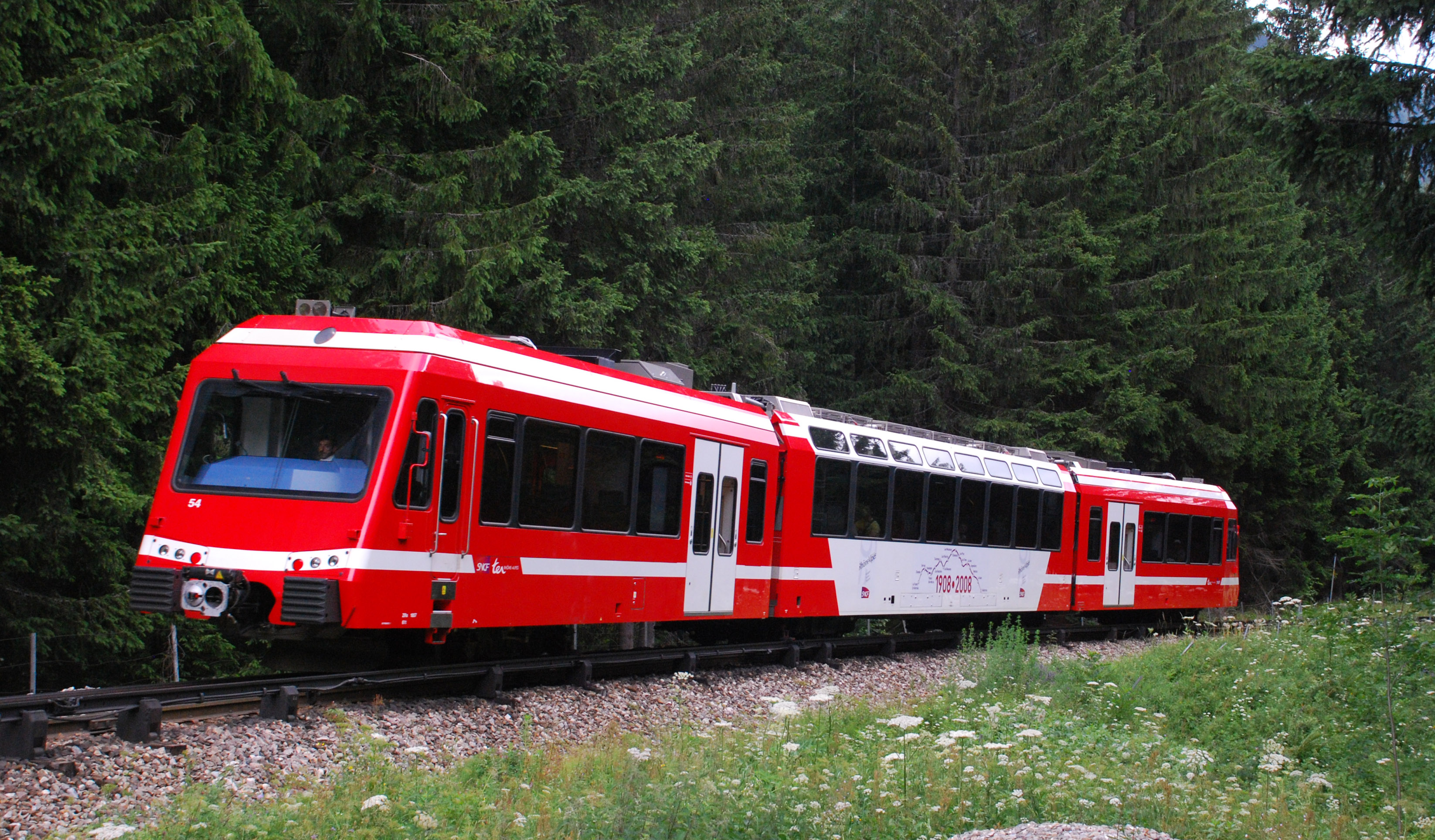
Rame Z 850 à la Joux.

Les Z 850 sont livrées entre 2005 et 2008, afin de compléter le parc de rames panoramiques Z 800. Cependant, contrairement à ces dernières qui sont équipées pour assurer des liaisons Le Fayet - Martigny, y compris la section à crémaillère entre Salvan et Vernayaz, les Z 850 sont dépourvues du système de crémaillère. Elles sont donc cantonnées à la section française de la ligne.
Une rame Z 850 est composée de trois caisses : un élément central automoteur, de type BB, qui développe une puissance de 1 300 kW, est encadré par deux remorques à un seul bogie porteur, équipées chacune d'une cabine de conduite. L'accès se fait par les deux remorques, l'ensemble de la rame disposant d'une intercirculation ouverte. Une rame peut accueillir 180 voyageurs, pour 100 sièges et six strapontins.
Les Z 850 disposent de trois systèmes de freinage :
- un frein pneumatique permettant d'obtenir l'arrêt ;
- un frein par récupération chargé de réguler la vitesse en descente ;
- un frein électromagnétique à frotteur agissant sur les rails.

### Matériel Z 870
(janvier 2013).
Si vous disposez d'ouvrages ou d'articles de référence ou si vous connaissez des sites web de qualité traitant du thème abordé ici, merci de compléter l'article en donnant les références utiles à sa vérifiabilité et en les liant à la section « Notes et références ».

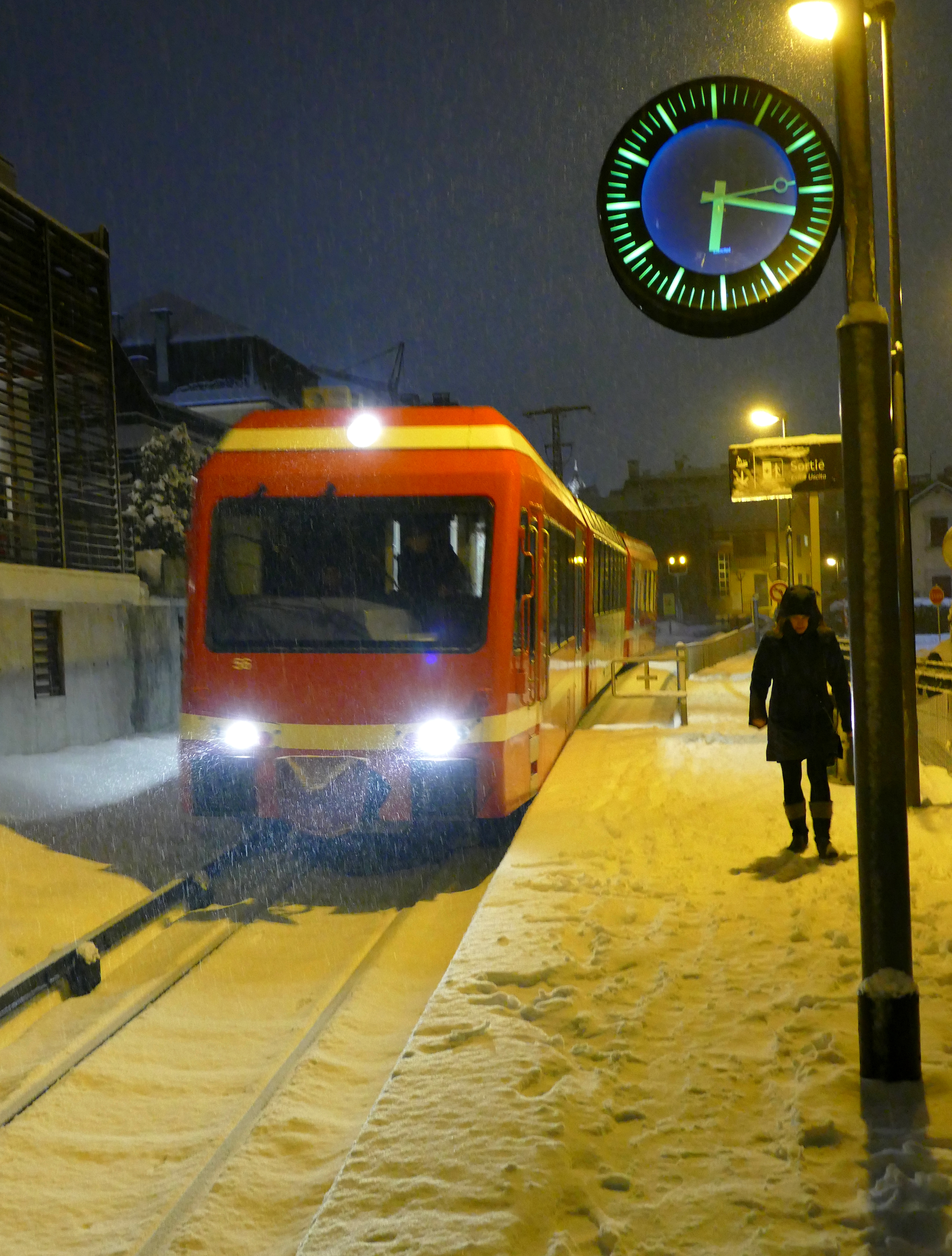
Arrivée du train à l'arrêt Aiguille du Midi en janvier 2018.

À l'instar des Z 800, un nouveau matériel interopérable a vu le jour en 2011. C'est un matériel idoine aux Z 850 françaises mais commandées cette fois par les TMR. Construit à deux exemplaires, ces automotrices ont été livrées l'une le 13 avril et l'autre le 22 juin 2011 à Martigny.
On peut considérer ce matériel comme faisant partie des engins de la ligne St Gervais - Vallorcine Le Châtelard Frontière car ils sont prévus pour circuler en France sur la ligne SNCF avec les équipements nécessaires.
En fait ces Z 870 sont des Beh 4/8 871 et 872 de construction Stadler. Il s'agissait de définir les modifications à apporter au pupitre de conduite des Z 850 pour y ajouter les éléments relatifs à la crémaillère (manomètre, commutateurs de mise en service et d'essais de frein crémaillère), au Teloc (contrôle de vitesse de descente en crémaillère et anti-recul) et à la radio sol-train helvétique. Le but était donc avoué : garder un pupitre à l'ergonomie de travail quasi identique à celui des engins français.
Suivant la demande commune du Canton du Valais et de la Région Rhône-Alpes, l'idée est bien de permettre aux Z 870 d'êtres exploitées sur réseau SNCF et d'être conduites par les Français, les rendant ainsi interopérables à l'instar des Z 800 assurant déjà ce genre de missions internationales entre Martigny et St-Gervais.
Elles seront également couplables en UM (Unité Multiples) avec les machines françaises mais sur la partie SNCF jusqu'au Châtelard frontière. La plupart des gares des TMR ne sont de toute façon pas adaptées pour recevoir des UM de deux Z 850, à peine juste pour les UM de deux Z 800. Minimiser les modifications revient aussi à alléger les procédures d'homologation pour la France par l'EPSF et le délai de livraison par Stadler.
Dans l'ensemble les Z 870 reprennent en majorité la conception des Z 850 mais avec des équipements techniques différents pour suivre l'évolution des technologies et des méthodes de conception. Elles sont très légèrement moins puissantes que les Z 850, et forcément plus lourdes puisque les quatre bogies sont équipés de roues dentées pour crémaillère type « Strub ».
Sur les bogies porteurs, cet équipement n'est destiné qu'au frein d'urgence à bandes en utilisation de crémaillère ; une uniformisation de ce système sur toute la rame justifiée par l'augmentation prévue de la vitesse en descente sur crémaillère. L'ajout des roues dentées sur les bogies moteurs a entraîné une augmentation du diamètre des roues motrices à 692 mm contre 660 mm pour les Z 850. Du coup, le plancher de l'élément central est surélevé de 50 mm.
Sinon, certains aspects ont légèrement changé tels que les WC, les sièges. Les boutons d’ouverture des portes ont tous été doublés par des boutons « bas » destinés aux personnes en fauteuil roulant. Les interphones de plateformes palières ont eux aussi été abaissés. Du blanc, les parois intérieures et portes des deux plateformes sont passées au rouge.
Côté décoration extérieure, les TMR sont restés fidèles au rouge et blanc typique de la société mais aussi commune au matériel métrique français ; proche également des couleurs de la société d'exploitation ferroviaire valaisanne RegionAlps (filiale des TMR) sans oublier les couleurs du Canton du Valais parti-pris dans la gestion des transports ferroviaires.
La ligne frontale des Z 850 est devenue moustache avec prolongation effilée sur les côtés alors que le bandeau au-dessus du par-brise couvre tout le pavillon avec aussi une terminaison latérale en pointe. Sur les faces latérales, le blanc est prédominant laissant le rouge en forme évasée vers l’avant ainsi qu’un mince bandeau en toiture de la remorque centrale. Une répartition des teintes plus propice à appliquer la décoration TMR et le drapeau du Valais avec ses étoiles comme c'est déjà le cas sur les Z 800.
Informations et documentation photos

### Matériel Z890
Le 14 juin 2019, les TMR et la SNCF ont signé avec Stadler un contrat portant sur l'acquisition de 7 nouvelles rames Z890 destinées à remplacer les Z800. Ce nouveau matériel roulant devrait être mis en service en 2026.

### Matériel de service

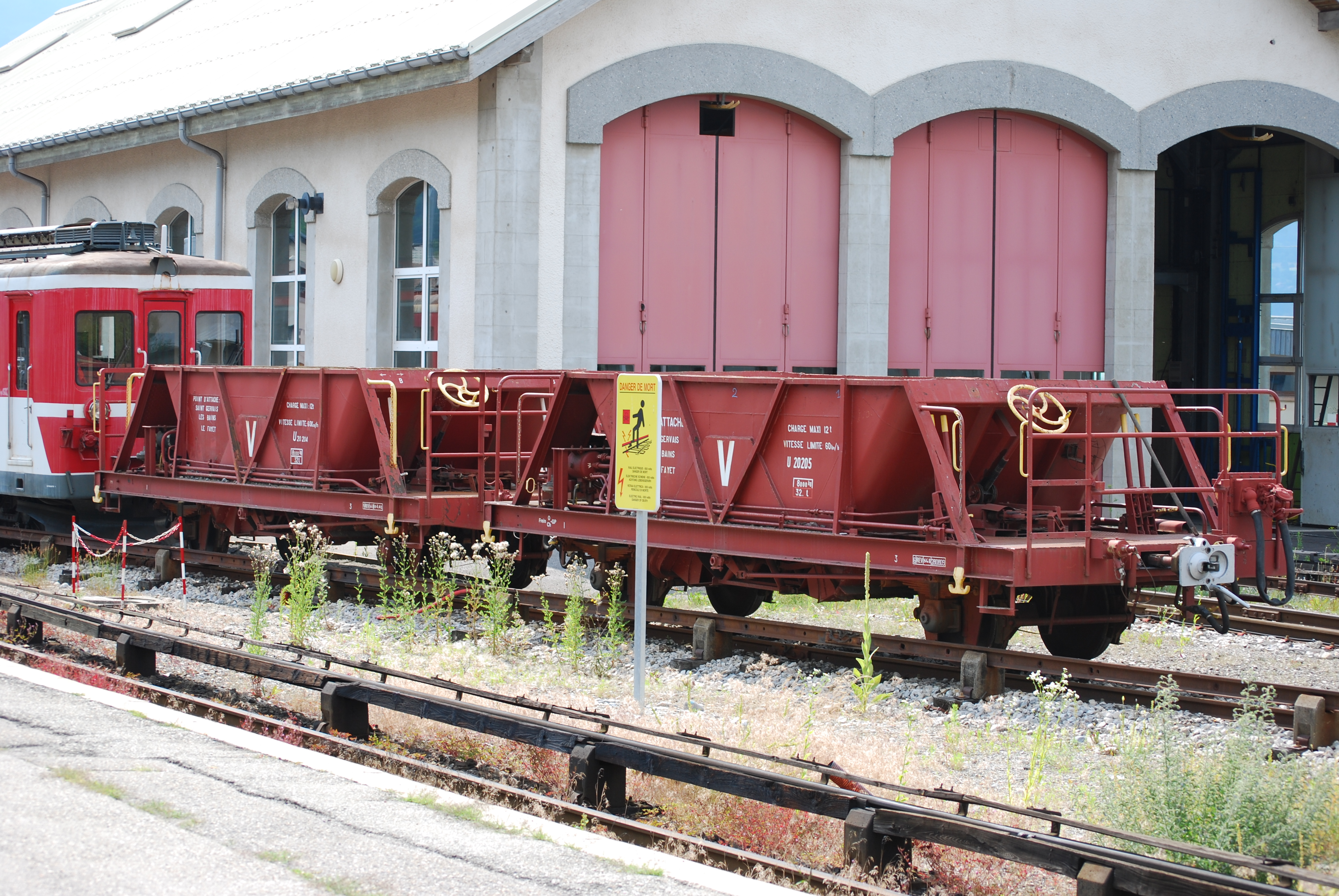
Wagons à ballast en gare du Fayet.

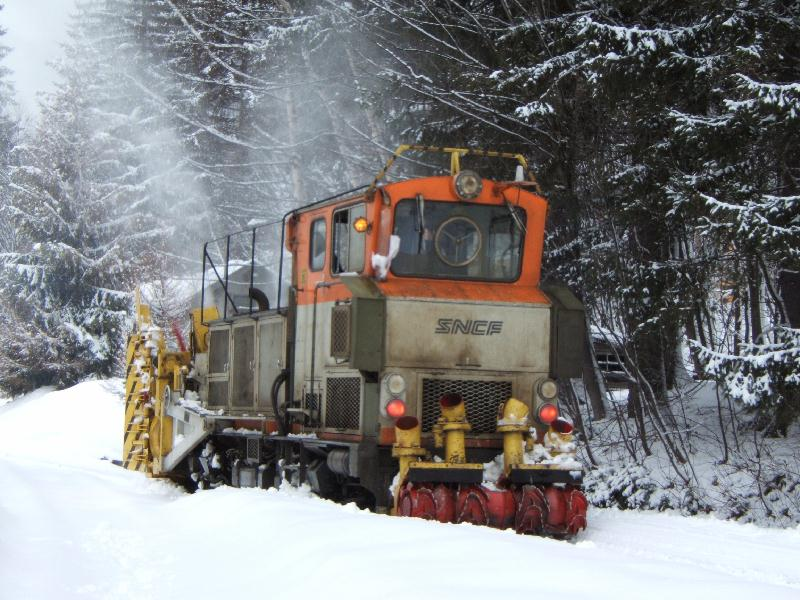
Chasse-neige CN 4.

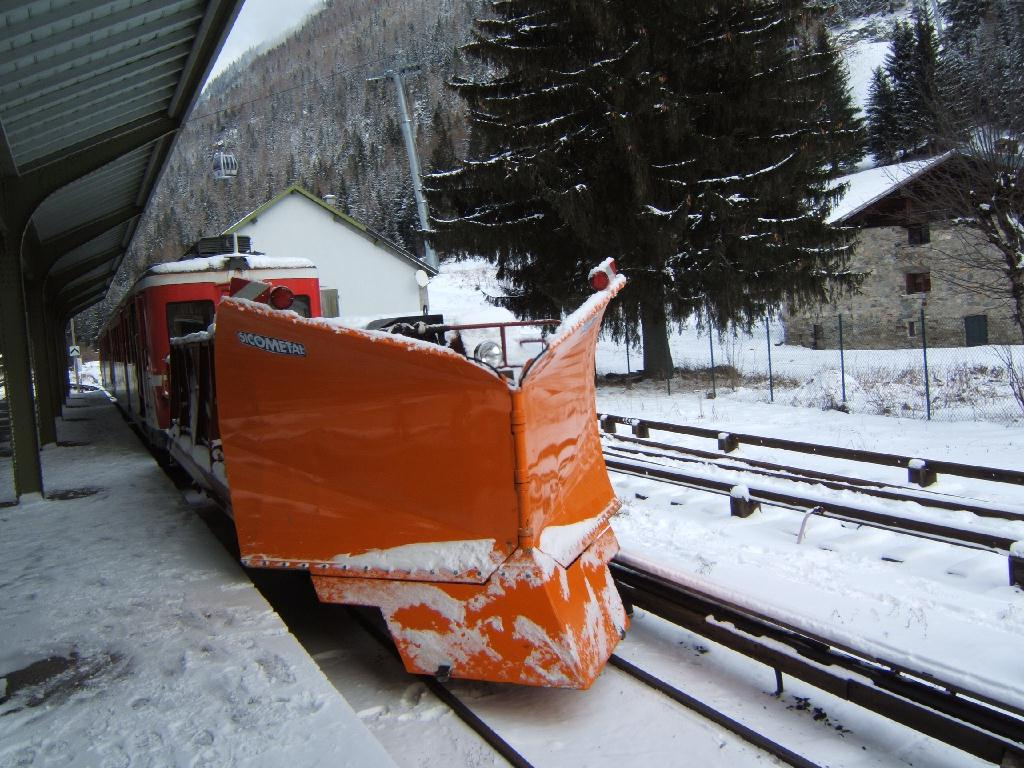
Rame Z600 avec la ballastière U 20205 équipée d'une étrave en gare de Vallorcine.

#### Matériel PLM
À l'époque du PLM, la ligne dispose de nombreux wagons de marchandises et de service. Dans les années 1980, alors que la radiation des derniers véhicules d'origine PLM est imminente, la ligne se dote de nouveaux wagons polyvalents. Trois wagons plats, immatriculés U 20201 à U 20203 sont réalisés par les ateliers SNCF d'Ambérieu. Ils peuvent être munis de trémies à ballast, d'une citerne à désherbant ou encore d'une grue de manutention. En 1998, deux wagons trémie à ballast supplémentaires sont achetés au chemin de fer de la Mure. Ils sont immatriculés U 20204 et U 20205. Au début des années 2000, une ancienne remorque de Z 600, la ZR 20603, est transformée en wagon plat pour le transport de rails, numéroté U 20603.

#### Matériel de déneigement
Lors de l'ouverture de la ligne à l'exploitation hivernale, la ligne se dote de deux chasse-neige à étrave, construits sur des trucks automoteurs standards modifiés. L'un d'entre eux, le ZS 10450, est réformé en 1986. Il a été restauré, et est actuellement exposé en gare du Fayet sous son immatriculation d'origine, ECNf-1. Le second, le ZS 10451, a été modifié pour être accouplé à une rame Z 600. Il était encore utilisé à la fin des années 1990, mais n'est plus utilisé actuellement.
Malgré l'efficacité des chasse-neige à éperon, ceux-ci éprouvent des difficultés à déneiger la ligne en amont des Tines. En effet, l'enneigement moyen à Montroc au début du XXe siècle est de 7,30 m. Les ateliers PLM d'Oullins réalisent donc en 1922 un puissant chasse-neige rotatif à turbine. Ce matériel, entièrement électrique, dispose en tout de huit frotteurs pour le rail conducteur de façon à assurer la prise du courant même dans des conditions difficiles. La turbine est mue par un moteur qui développe normalement une puissance de 257 kW, et même jusqu'à 442 kW pendant deux minutes. Cet engin, numéroté Z 450, a été transféré au chemin de fer de la Mure.
Les engins précédents ne dégagent pas les parties basses de la voie. À cet effet, un petit véhicule à éperon racleur est d'abord construit par les ateliers du Fayet en 1938-1939. Puis en 1953, les deux fourgons Z 205 et Z 208 sont aménagés en unité fraiseuse. Cet engin travaille derrière le chasse-neige rotatif, pour effectuer les finitions. Il est réformé en 1986.
En 1962, un nouveau chasse-neige automoteur électrique est réalisé par les ateliers d'Oullins et de Nevers. Ses lignes rappellent celles des automotrices Z 600 construites peu avant ; ses organes de traction et de freinage sont semblables. Il possède deux turbines entourées d'un carter de tôle, et entraînées par un moteur de BB 8100. Il est immatriculé Z 691. Il est actuellement hors service.
Afin de pouvoir déneiger la voie même lorsque l'alimentation électrique est coupée, un puissant chasse-neige diesel est construit en 1983 par la firme Beilhack. Numéroté CN 4, il dispose lui aussi de deux turbines. La neige est rejetée par des tuyères sur les côtés de la voie. La partie chasse-neige peut être démontée ; il peut alors être utilisé comme draisine ou tracteur de service. Ce véhicule est similaire au Tm 2/2 204 du Martigny-Châtelard.
Dans les années 2000, le CN 4 reste donc le seul chasse-neige en service. Pour le seconder, un nouveau système est mis au point : une étrave peut être installée sur la ballastière U 20205, qui est poussée par une Z 600.

#### Matériel actuel
Tout le matériel de service utilisé actuellement est équipé d'attelages Scharfenberg, comme le matériel Z 600, Z 800 et Z 850, ainsi que le matériel du Martigny-Châtelard.
Les Z 600 arrivent en fin de vie, quatre automotrices étaient encore exploitées au printemps 2015 (601, 603, 605, 607), et seules les 605 et 607 le sont encore [Quand ?]. À la suite de la modernisation de la ligne, les Z 600 ne pourront plus circuler car elles ne seront pas adaptées à la nouvelle signalisation. La SNCF  a donc cherché à remplacer ces automotrices. 
La compagnie voisine, les TMR, qui exploite la section du Martigny au Châtelard, a pour sa part choisi de transformer une de ses automotrices en motrice de travaux bi-mode. Cette motrice a été transformée en 2008 et elle utilise l'énergie électrique captée par caténaire ou par 3e rail et celle délivrée par un groupe thermique installé dans l'ancien compartiment voyageur. Cette automotrice transformée en partie par le TMR est l'ex ABDEh 4/4 n°6 de 1957 renumérotée aujourd'hui en Xemh 4/4 n°6.
La SNCF fait de même avec l'ex-automotrice ABDeh 4/4 n°4. Le coût unitaire est de 1,5 million d'euros. L'engin a été homologué en mai 2015. Il est donc renuméroté Xemh 4/4 n°4. L'engin aura également la possibilité de circuler sur la ligne suisse, car il sera toujours équipé de la crémaillère, et de pantographes.

### Projets
Au début de l'année 1999, la vallée de Chamonix est touchée par deux catastrophes successives : une avalanche meurtrière à Montroc puis l'incendie du tunnel du Mont-Blanc. Les idées du développement durable gagnent du terrain : les élus de la vallée mettent en place un plan de déplacements urbains dans lequel le chemin de fer joue un rôle-clé. D'importants travaux de mise en sécurité du tunnel des Montets sont programmés, et à plus long terme, c'est un projet de tram-train qui est envisagé. Les trains seraient cadencés à une fréquence importante (un toutes les vingt minutes) et de nouveaux arrêts seraient créés, notamment pour desservir les remontées mécaniques. Ce plan est en cours de réalisation : le cadencement, la réouverture de la halte de Vaudagne et la création du nouvel arrêt Chamonix - Aiguille du Midi en sont les premières étapes. Le coût total du projet est estimé à 52,5 millions d'euros.